# Arquitectura neorrenacentista

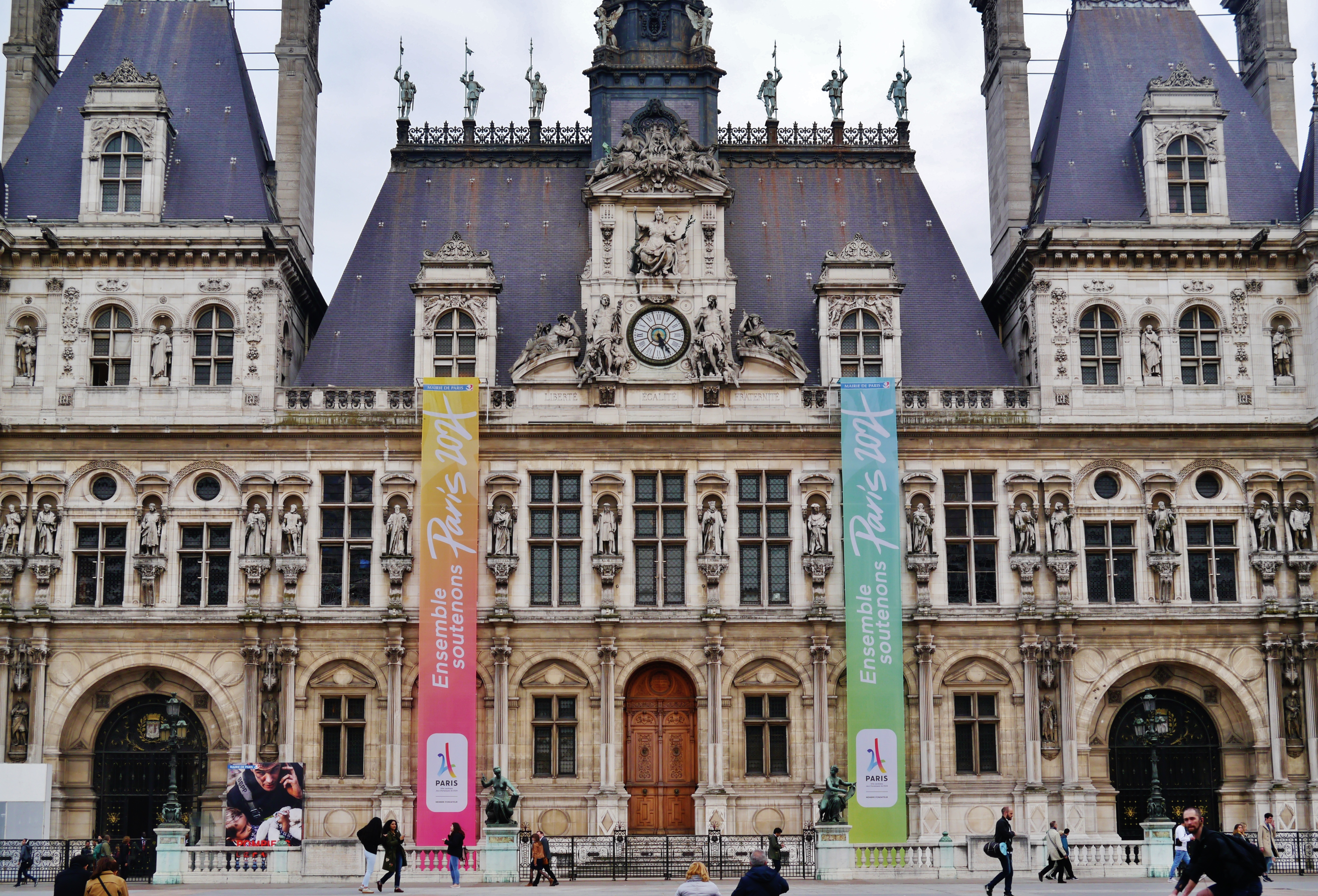
Hôtel de ville de Paris (1874-1882), que reemplazó a la «Maison aux Piliers» quemada en la Comuna de 1871.

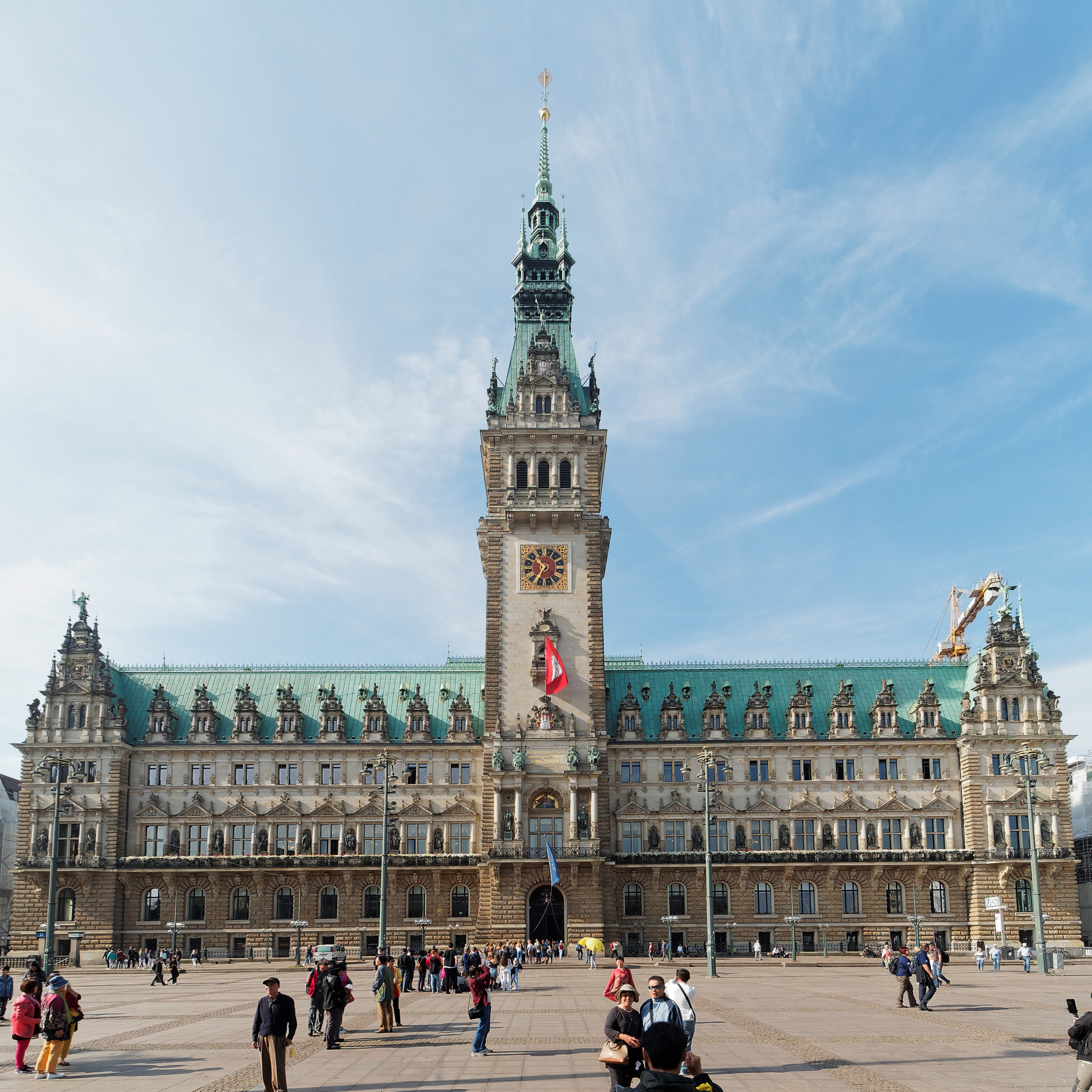
Ayuntamiento de Hamburgo (1886-1897), construido para sustituir al viejo palacio incendiado.

El estilo arquitectónico denominado neorrenacimiento, neorrenacentismo o neo-Renacimiento, es una amplia designación que comprende muchos estilos historicistas del siglo XIX, que no se inspiraban en la arquitectura griega (ver neogriego), ni en la gótica (ver neogótico), sino que lo hacían en un amplio rango de modos clasicistas italianos. Bajo la amplia designación de «arquitectura renacentista» los arquitectos y críticos del siglo XIX fueron más allá del estilo arquitectónico que se había iniciado en Florencia y el centro de Italia a principios del siglo XV como una expresión del humanismo y también incluyeron estilos que se podrían identificar como manierismo o barroco. Estas designaciones estilicas, a menudo autoaplicadas, fueron de uso corriente a mediados de siglo XIX y más tarde «neorrenacimiento» pasó a ser aplicado por los contemporáneos a edificaciones que otros llamaban de estilo italianizante, o incluso cuando en ellas era evidente la presencia de muchos elementos del barroco francés (Estilo Segundo Imperio). Se manifestó principalmente en la arquitectura pero también influyó en las artes decorativas. Fue seguido —con características diferenciales, nacionales y regionales no siempre presentes en el estilo renacentista original del lugar—, en muchos países europeos con especial importancia en Alemania y Dinamarca y, desde finales de siglo en Estados Unidos.
Las formas divergentes de la arquitectura renacentista en diferentes partes de Europa, especialmente en Francia e Italia, añade más dificultad a la hora de definir y reconocer la arquitectura neorrenacentista. Una comparación entre la amplitud de su material de origen, como el Wollaton Hall inglés, el Palazzo Pitti italiano, el castillo de Chambord francés y el Palacio de las Facetas ruso—todos considerados "Renacimiento"— ilustra la variedad de apariencias que la misma etiqueta arquitectónica puede tomar.

Edificios neorrenacentistas
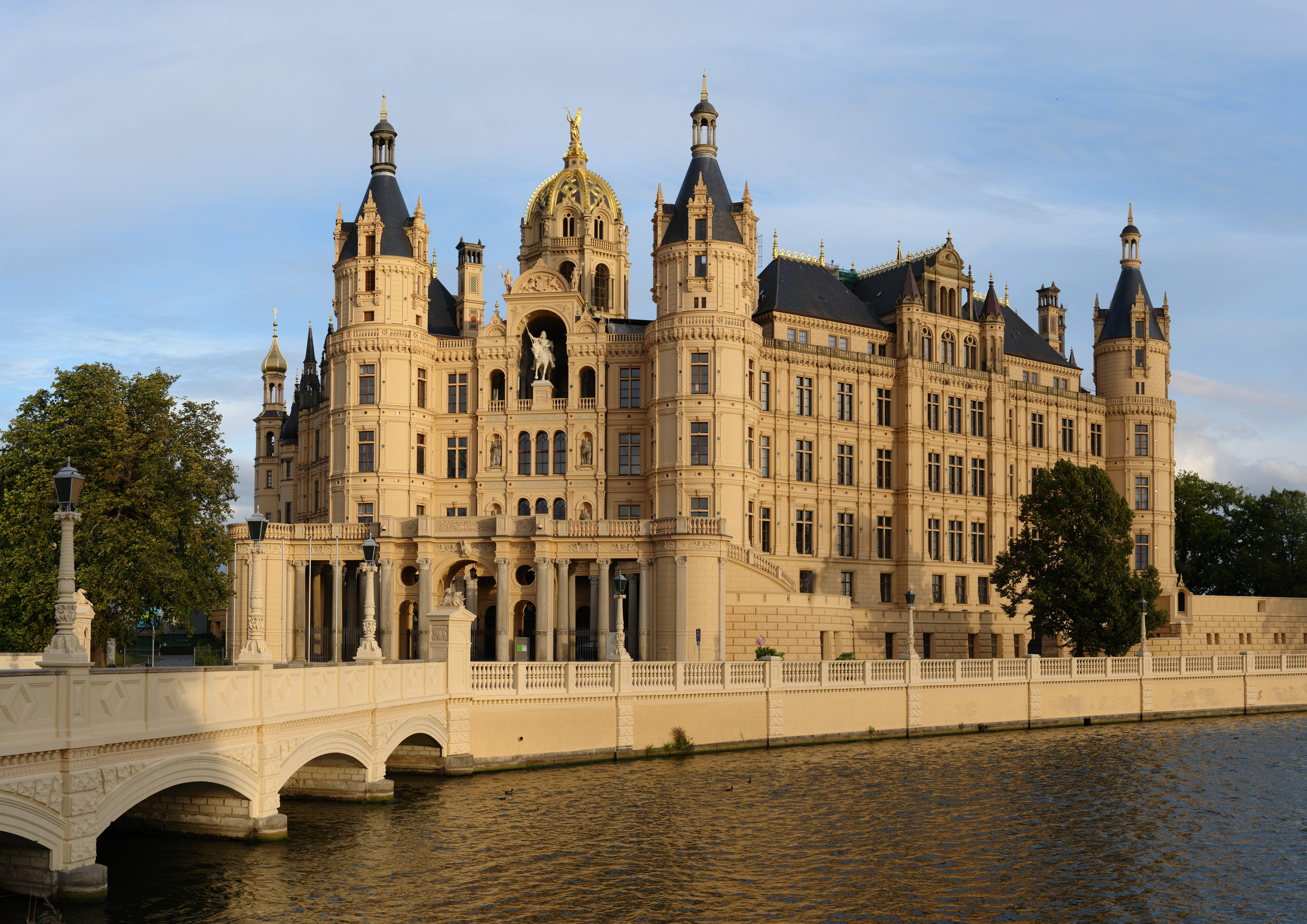
Palacio de Schwerin (1842-1857) en Mecklenburgo, arquitectura neorrenacentista para fines de representación.
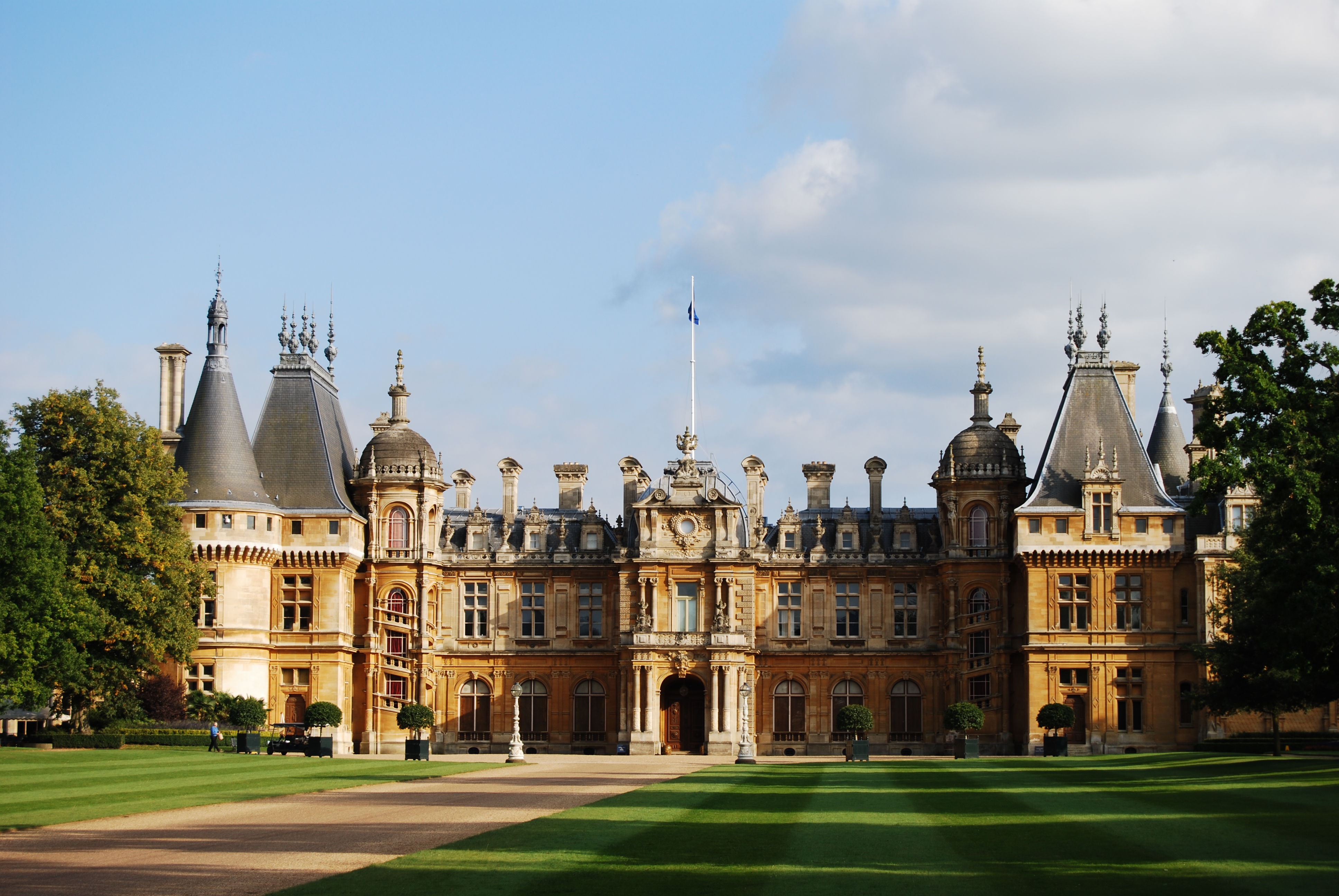
Waddesdon Manor (1874), hogar familiar de la familia Rothschild
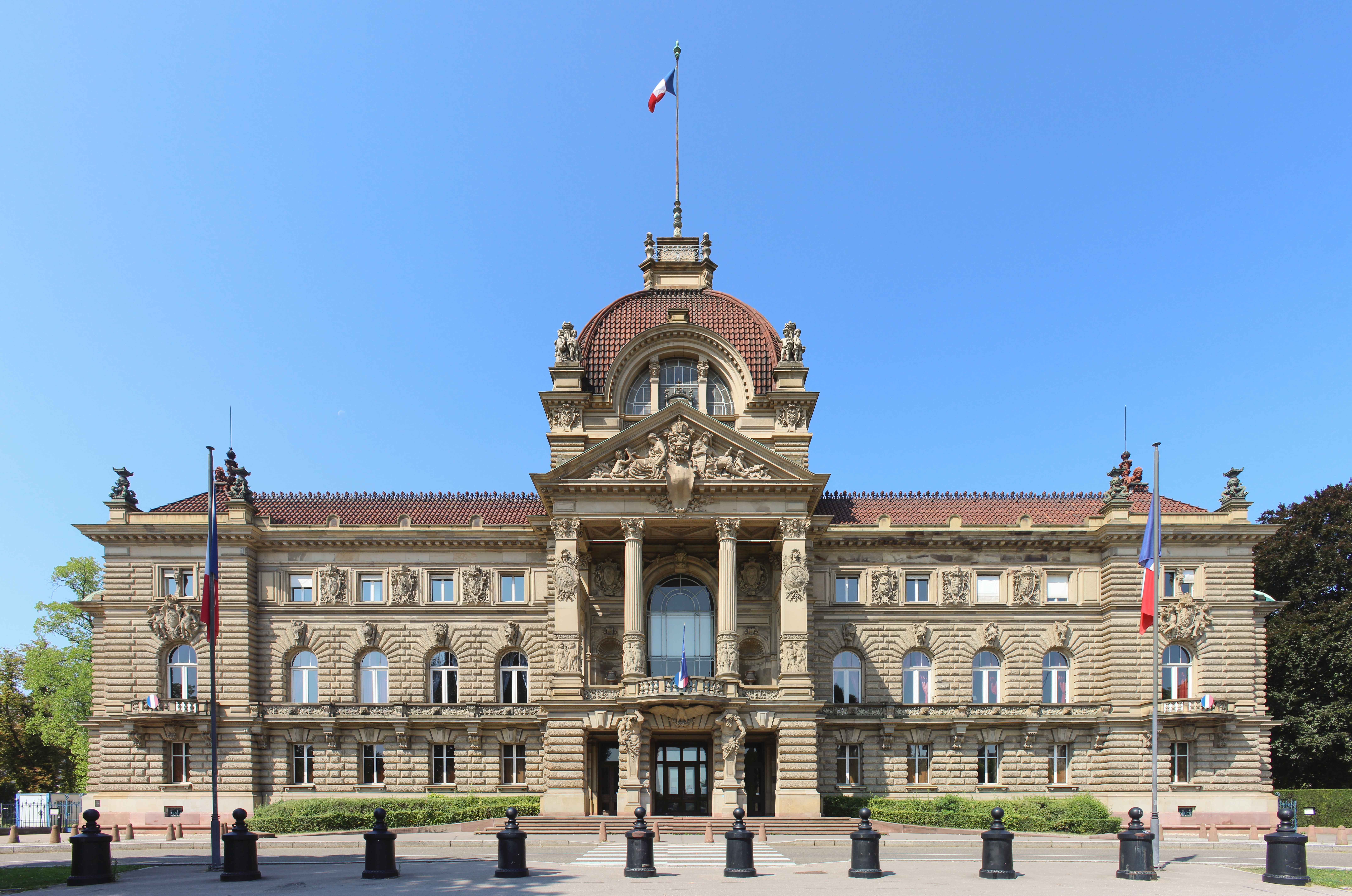
El Palacio del Rin (1883-1888)de Estrasburgo, antiguo Kaiserpalst, de factura neorrenacentista prusiano (con influencias barrocas)
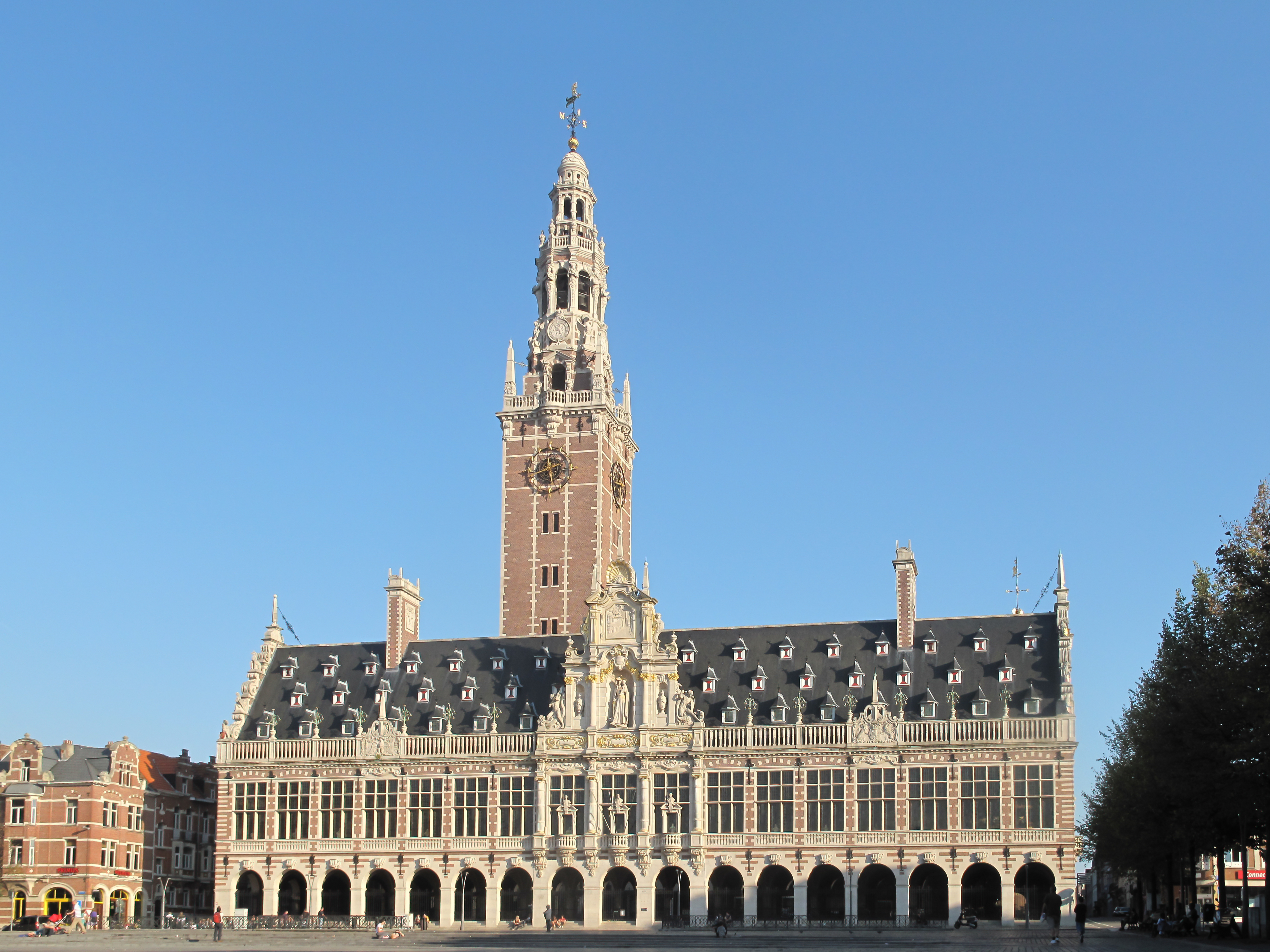
La actual biblioteca universitaria (1921-1928) de Lovaina, incendiada en 1914, fue reconstruida en un estilo neorrenacentista flamenco

## Orígenes de la arquitectura renacentista
El origen de la arquitectura renacentista es generalmente atribuido a Italia y a Filippo Brunelleschi (1377-1446).: 243  Brunelleschi y sus contemporáneos quisieron dar mayor «orden» a la arquitectura, lo que resultó en una fuerte simetría y cuidada proporción. El movimiento creció a partir de observaciones científicas de la naturaleza, en particular, de la anatomía humana.
La arquitectura neo-renacentista está inspirada no solo por la arquitectura italiana original, sino por la forma en la que la arquitectura del Renacimiento se desarrolló en Francia durante el siglo XVI. Durante los primeros años del siglo XVI los franceses estuvieron involucrados en varias guerras en el norte de Italia, llevando de vuelta a Francia no solo tesoros artísticos del Renacimiento como botín de guerra, sino también sus ideas estilísticas. En el valle del Loira se construyeron en ese momento una serie de chateaus utilizando como base el estilo gótico francés tradicional, pero con el ornamento en forma de frontones, galerías, pilastras poco profundas y entablamentos del Renacimiento italiano.
En Inglaterra, el Renacimiento tendió a manifestarse en grandes y altas casas cuadradas como la Longleat House. A menudo, estos edificios tenían torres simétricas, que eran reflejo de la arquitectura fortificada medieval. Esto es particularmente evidente en Hatfield House construida entre 1607 y 1611, en la que las torres medievales convivieron con una gran cúpula italiana. Es por eso por lo que muchos edificios tempranos de estilo neorrenacentista inglés a menudo tienen más de un "castillo en el aire" que sus contemporáneos europeos, lo que puede agregar más confusión con el estilo neogótico.

## Nacimiento del neorrenacimiento

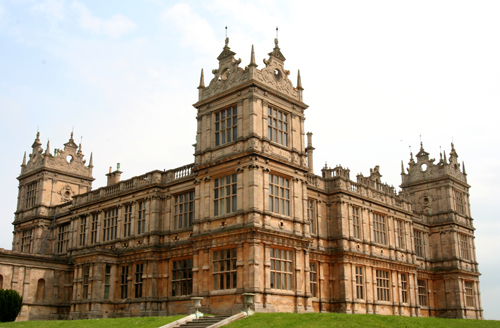
Las inglesas Torres Mentmore en neorrenacimiento jacobino (1852-1854), deriva de motivos de la Wollaton Hall completada en 1588

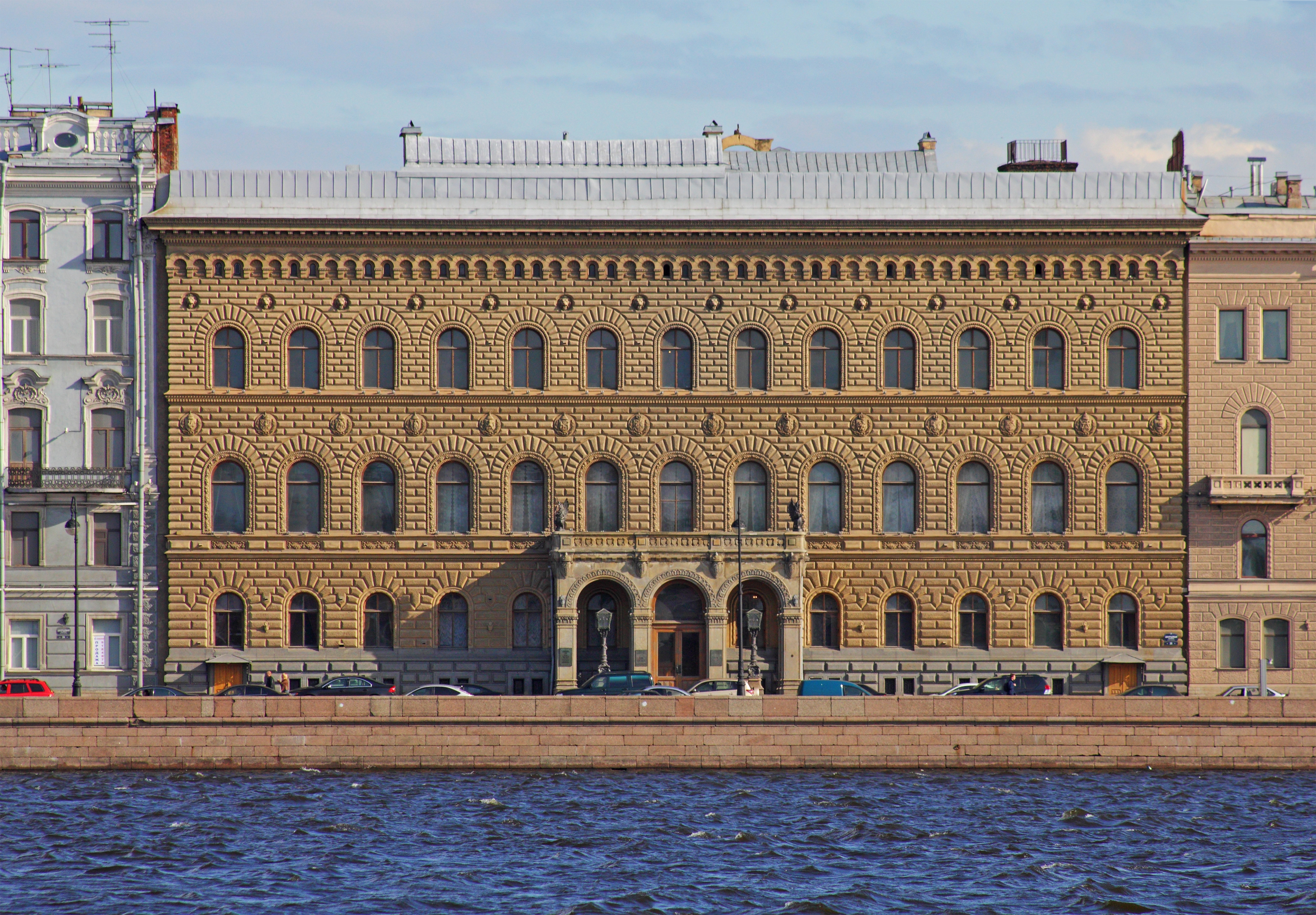
Rusia: la fachada del palacio Vladimir en San Petersburgo (1867-1872) redolent de los diseños de Alberti.

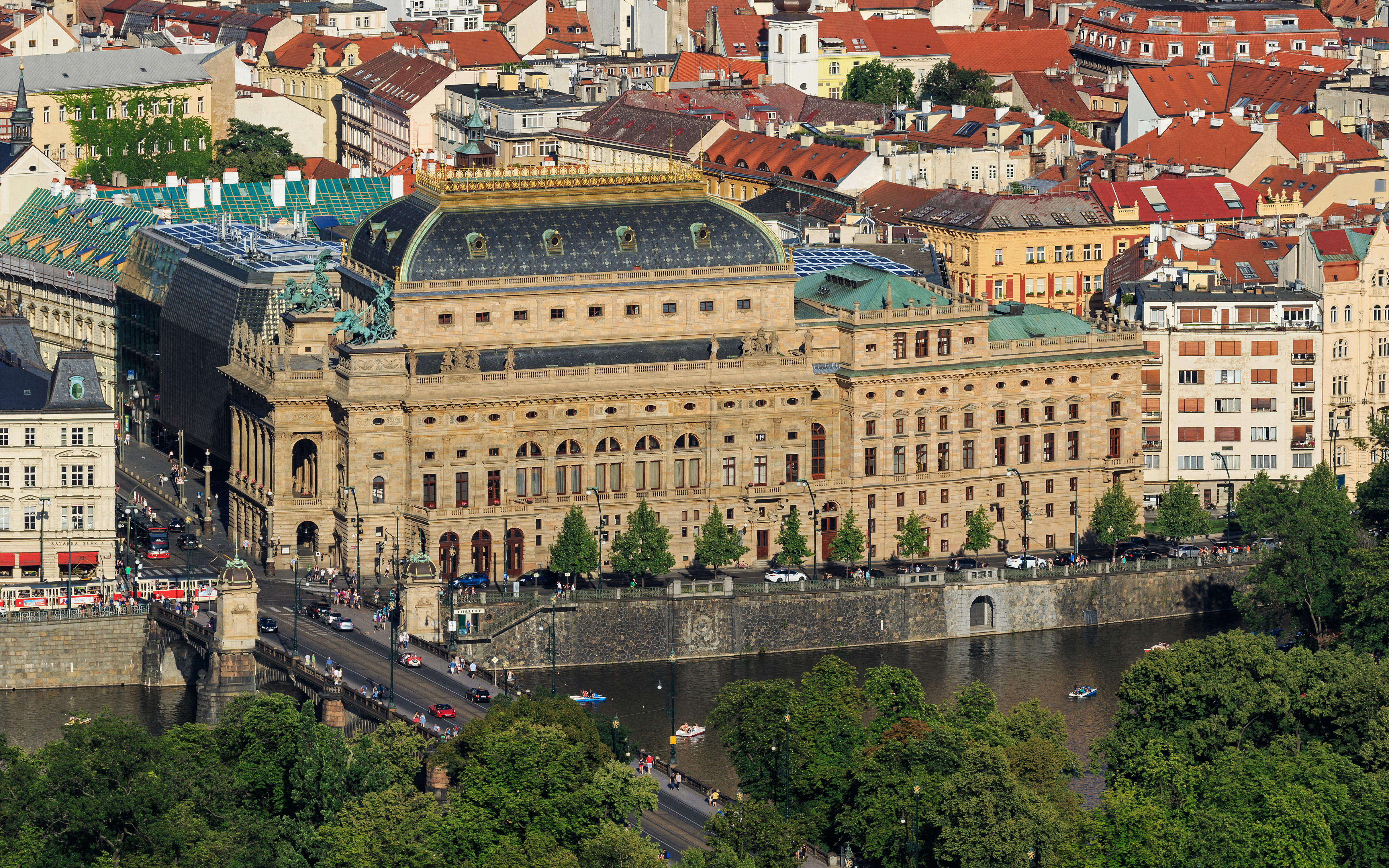
República Checa: Teatro Nacional de Praga 1862

Cuando en el siglo XIX se puso de moda la arquitectura de estilo renacentista, a menudo no se materializó justo en su forma original de acuerdo con la geografía, sino como un híbrido de todas sus formas anteriores de acuerdo a los caprichos de los arquitectos y clientes en lugar de a la geografía y la cultura. Si esto no fuera en sí mismo confuso, el nuevo neorrenacimiento tomó prestado con frecuencia elementos arquitectónicos del exitoso periodo manierista, y en muchos casos incluso del más tardío período barroco. Manierismo y Barroco son dos estilos muy opuestos de la arquitectura. El manierismo fue ejemplificada por el Palazzo del Te y el barroco por la residencia de Wurzburgo.
Así Renacimiento italiano, francés y flamenco junto con cantidad de préstamos de esos períodos posteriores pueden causar grandes dificultades en la correcta identificación de las diversas formas de la arquitectura del siglo XIX. Diferenciar algunas formas de edificios neorrenacentistas franceses de los del neogótico puede ser a veces especialmente difícil, ya que ambos estilos fueron al mismo tiempo populares durante el siglo XIX.
Los panegíricos de John Ruskin sobre las maravillas arquitectónicas de Venecia y Florencia contribuyeron al cambio de «atención de académicos y diseñadores, con su conciencia acrecentada por el debate y las obras de restauración» desde el último neoclasicismo y neogótico hasta el Renacimiento italiano. Como consecuencia una autoconsciente manera "neorrenacentista" comenzó primero a aparecer alrededor del año 1840. En 1890 este movimiento ya estaba en declive. El Palacio de la Paz de La Haya, que se concluyó en 1913 en una pesada manera neorrenacentista francesa, fue uno de los últimos edificios notables en este estilo.
Charles Barry introdujo el neorrenacimiento en Inglaterra con su diseño para el Travellers Club, Pall Mall (1829-1832). Otros ejemplos domésticos tempranos pero típicos, son las Torres Mentmore y el castillo de Ferrières, ambos diseñados en la década de 1850 por Joseph Paxton para los miembros de la familia de banqueros Rothschild. El estilo se caracteriza por motivos originales del Renacimiento, tomados de arquitectos del Quattrocento como Alberti. Estos motivos incluyen mampostería rustificada y sillares almohadillados, ventanas enmarcadas por arquitrabes y puertas coronadas por frontones y entablamentos. Si un edificio tenía varios pisos, la planta superior era por lo general menor y tenía pequeñas ventanas cuadradas que representan el entresuelo mezzanine de los diseños originales del Renacimiento. Sin embargo, el estilo neorrenacentista llegó más tarde a incorporar elementos del románico y del barroco que no se encuentran en la arquitectura original renacentista que a menudo era más grave en su diseño.

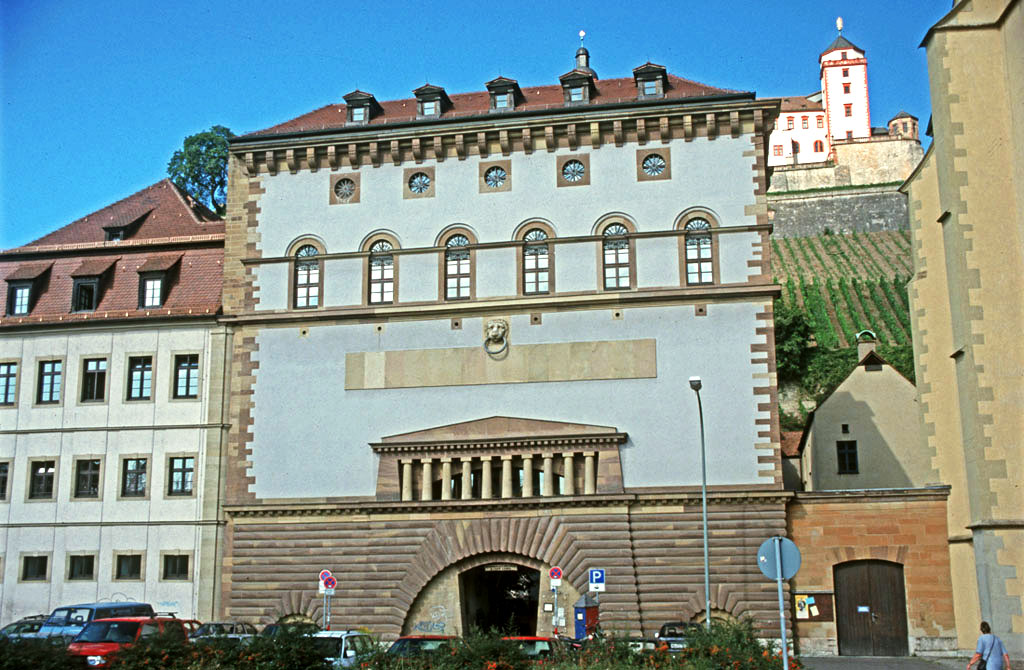
Fachada de la prisión de mujeres de Würzburg

Como todos los estilos arquitectónicos el neorrenacimiento no apareció de la noche a la mañana completamente formado sino que evolucionó lentamente. Uno de los primeros signos de su aparición fue la prisión de mujeres de Würzburg, que se erigió en 1809 diseñada por Peter Speeth. Incluía una planta baja muy rústica, aliviada por un arco de medio punto, con un curioso pórtico en miniatura de estilo egipcio encima, muy por encima de esto hay una secuencia de seis altas ventanas en arco y por encima de ellas, justo debajo de la cubierta ligeramente proyectada están las pequeñas ventanas en ojo de buey del piso superior. Este edificio presagia efectos similares en la obra del arquitecto estadounidense Henry Hobson Richardson, cuyo trabajo en estilo neorrenacentista fue popular en los EE. UU. durante la década de 1880. El estilo final de Richardson era una severa mezcla de elementos tanto románicos como renacentistas,: 300–318  ejemplificado por su "Marshall Field Warehouse" en Chicago (terminado en 1887, ahora demolido).
Sin embargo, mientras el comienzo del período neorrenacentista puede definirse por su sencillez y severidad, el estilo que se impuso tenía un diseño mucho más ornado. Este período puede ser definido por algunos de los grandes teatros de ópera de Europa, como el Burgtheater de Gottfried Semper en Viena, o su casa de la Ópera de Dresde. Esta forma ornada neorrenacentista, procedente de Francia,: 311  se conoce a veces como Estilo Segundo Imperio, y también incorpora algunos elementos barrocos. En 1875 se había convertido en el estilo aceptado en Europa para todo tipo de edificios públicos y administrativos.: p. 311, caption 938  En Inglaterra, donde sir George Gilbert Scott diseñó la sede del Foreign Office de Londres en este estilo entre 1860 y 1875 también incorporó cierta características palladianas.
Comenzando con la orangerie de Sanssouci (1851), en Alemania «el neorrenacimiento se convirtió en el estilo obligatorio para la universidad y edificios públicos, para los bancos y las instituciones financieras, y para las villas urbanas». Entre los ejemplos más destacados de este estilo están la villa Meyer en Dresde, la villa Haas en Hesse, el palacio Borsig en Berlín, la villa Meissner en Leipzig; la versión alemana neorrenacentista culminó en este tipo de proyectos turgentes como el Ayuntamiento de Hamburgo (1886-1897) y el edificio del Reichstag de Berlín (terminado en 1894).
En Austria, el estilo fue iniciado por nombres tan ilustres como Rudolf Eitelberger, el fundador de la Escuela Vienesa de Artes y Oficios (hoy Universidad de Artes Aplicadas de Viena). Encontró particular favor en Viena, donde calles y bloques enteras fueron construidos en el llamado estilo neorrenacentista, en realidad un conglomerado de elementos clasicoides generosamente prestados de diferentes periodos históricos.
El neorrenacimiento también fue el estilo favorito en el Reino de Hungría en los años 1870 y 1880. En Budapest, la capital de rápido crecimiento, muchos edificios públicos monumentales fueron construidos en este estilo, como la basílica de San Esteban y la Ópera Nacional de Hungría . La avenida Andrássy es un conjunto sobresaliente de casas neorrenacentistas de las últimas décadas del siglo XIX. El más famoso arquitecto húngaro de la época, Miklós Ybl prefería el neorrenacentismo en sus obras.

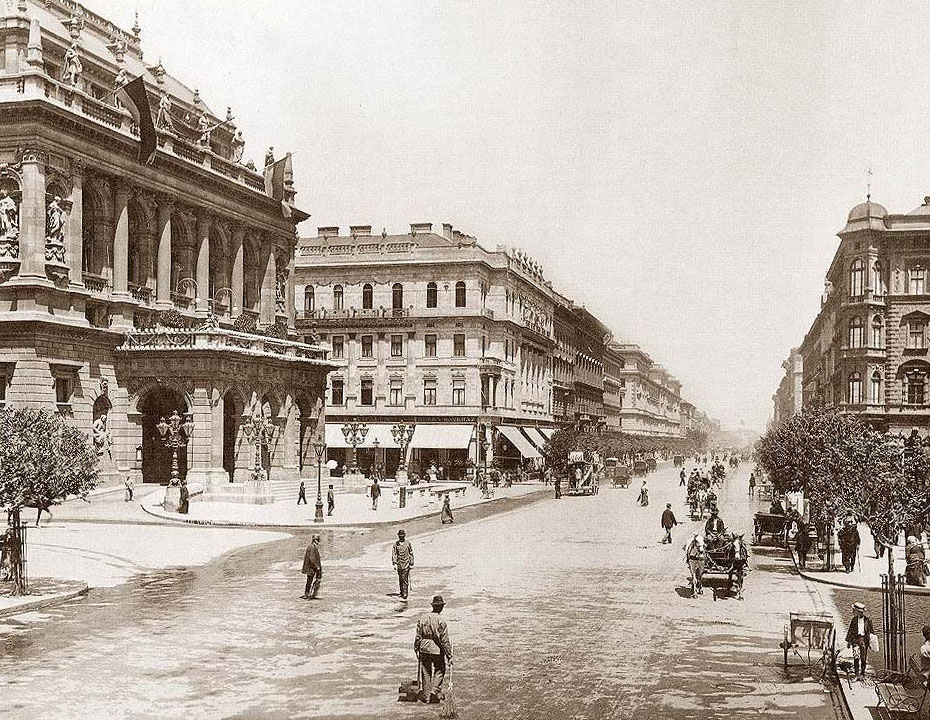
Avenida Andrássy con la Ópera Nacional de Hungría en 1896

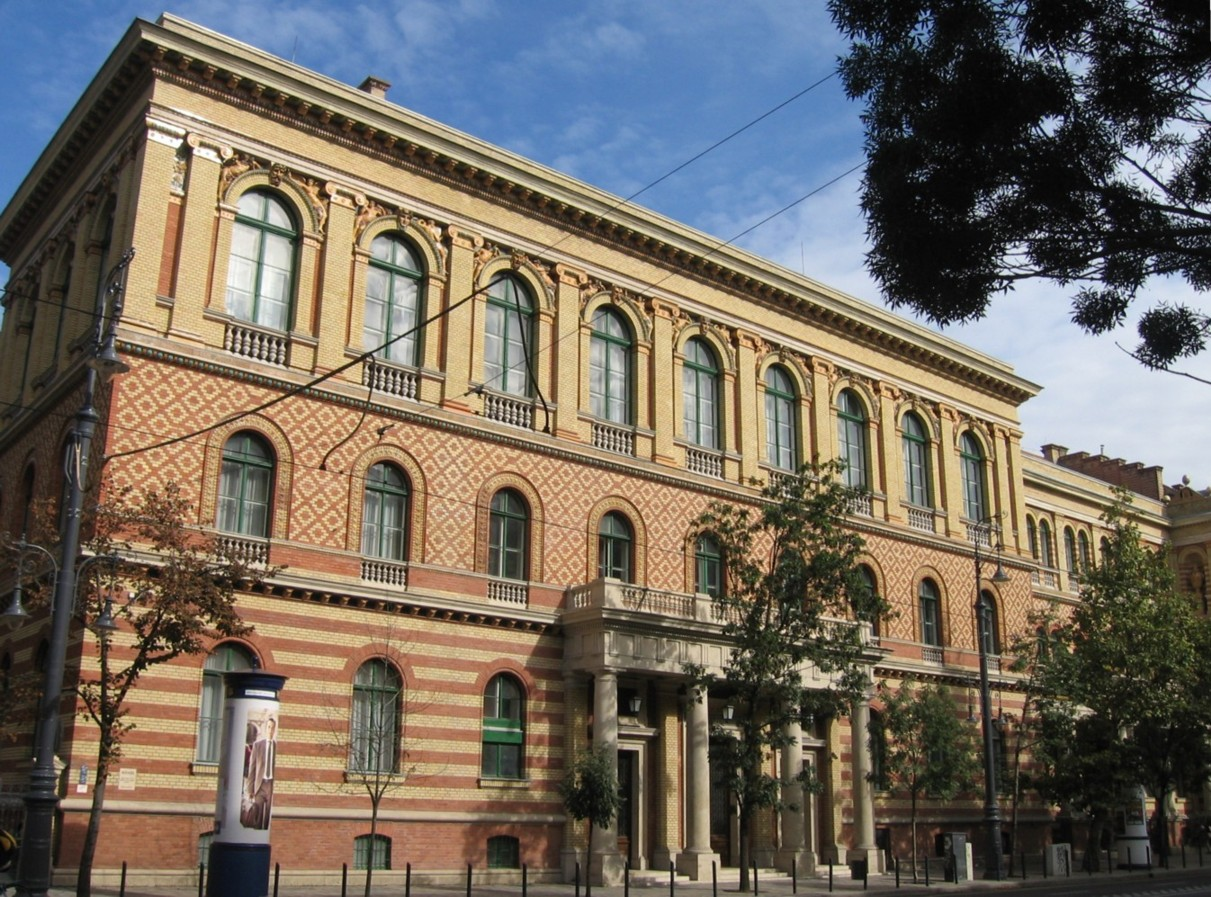
Instituto de Tecnología (hoy Universidad Eötvös Loránd), Budapest de Imre Steindl

En Rusia, el estilo fue iniciado por Auguste de Montferrand, en la casa Demidov (1835), el primer edificio en San Petersburgo en adoptar «un enfoque planta a planta a la ornamentación de la fachada, en contraste con el método clásico, donde la fachada era concebida como una unidad».: 44  Konstantin Thon, el arquitecto ruso más popular de la época, utilizó profusamente elementos italianizantes en la decoración de algunos interiores del Gran Palacio del Kremlin (1837-1851). Otro arquitecto de moda, Andrei Stackensneider, fue el responsable del palacio Mariinski (1839-1844), con «la piedra tosca en facetas de la primera planta» una reminiscencia de los palacios italianos del siglo XVI.: 45 

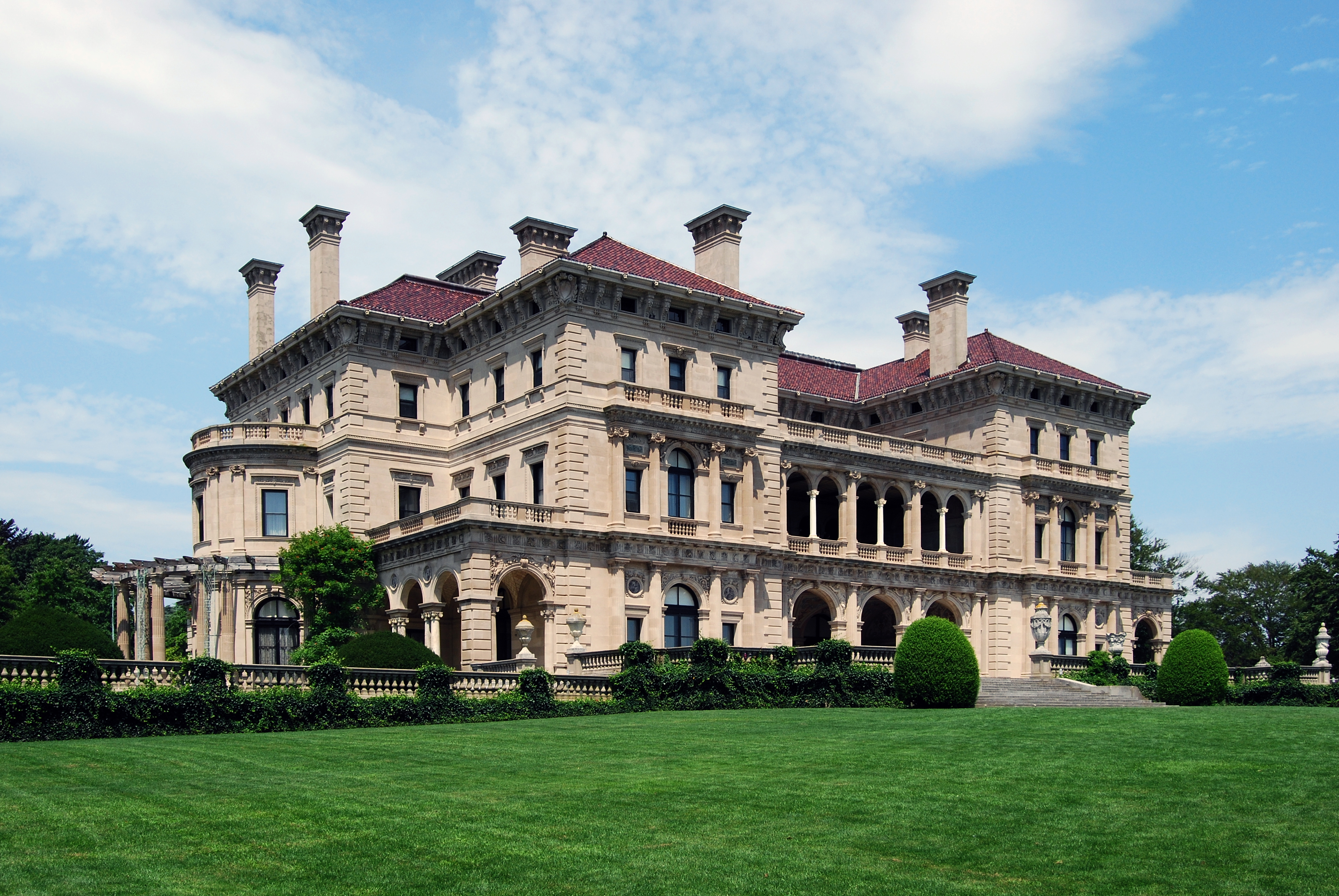
USA: The Breakers, Newport, Rhode Island, 1893

El estilo se desarrolló más ampliamente por los arquitectos del palacio de Vladimir (1867-1872) y culminó en el Museo Stieglitz (1885-1896). En Moscú, el neorrenacimiento fue menos popular que en la capital norteña, a pesar de que los interiores neo-moscovitas Ciudad Duma (1890-1892) fueron hechos con una decoración preferentemente florentina y veneciana. Aunque el neorrenacimiento se asocia principalmente con edificios seculares, los príncipes Yusupov encargaron que el interior de la iglesia de su palacio (1909-1916), cerca de Moscú, fuese decorada en estricta imitación de las iglesias venecianas del siglo XVI.
El estilo se propagó en Norteamérica, donde como en Europa, fue el estilo arquitectónico residencial favorito de los muy ricos. The Breakers en Rhode Island, una residencia de la familia Vanderbilt, diseñada por Richard Morris Hunt en 1870 es un buen ejemplo. Durante la segunda mitad del siglo XIX la Quinta Avenida de Nueva York se llenó de chateaux Renacimiento francés y palazzi italianos, todos en estilo neorrenacentista. La mayoría de ellos ya han sido demolidos.

## Características del neorrenacimiento

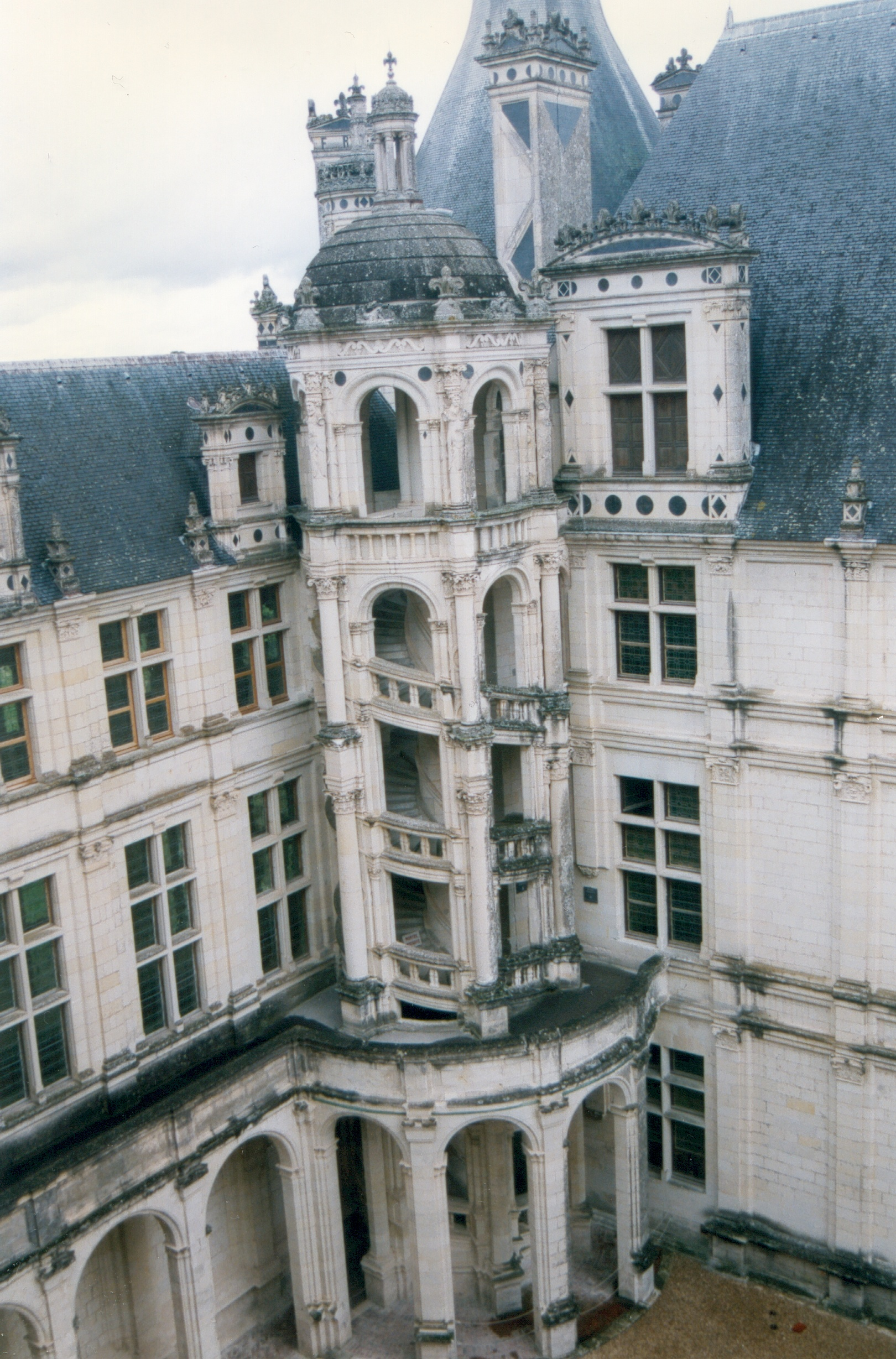
Escalera renacentista del Château de Chambord completada en 1547: variaciones de este diseño fueron un elemento popular del neorrenacimiento (Ver Waddesdon más abajo, a la derecha).

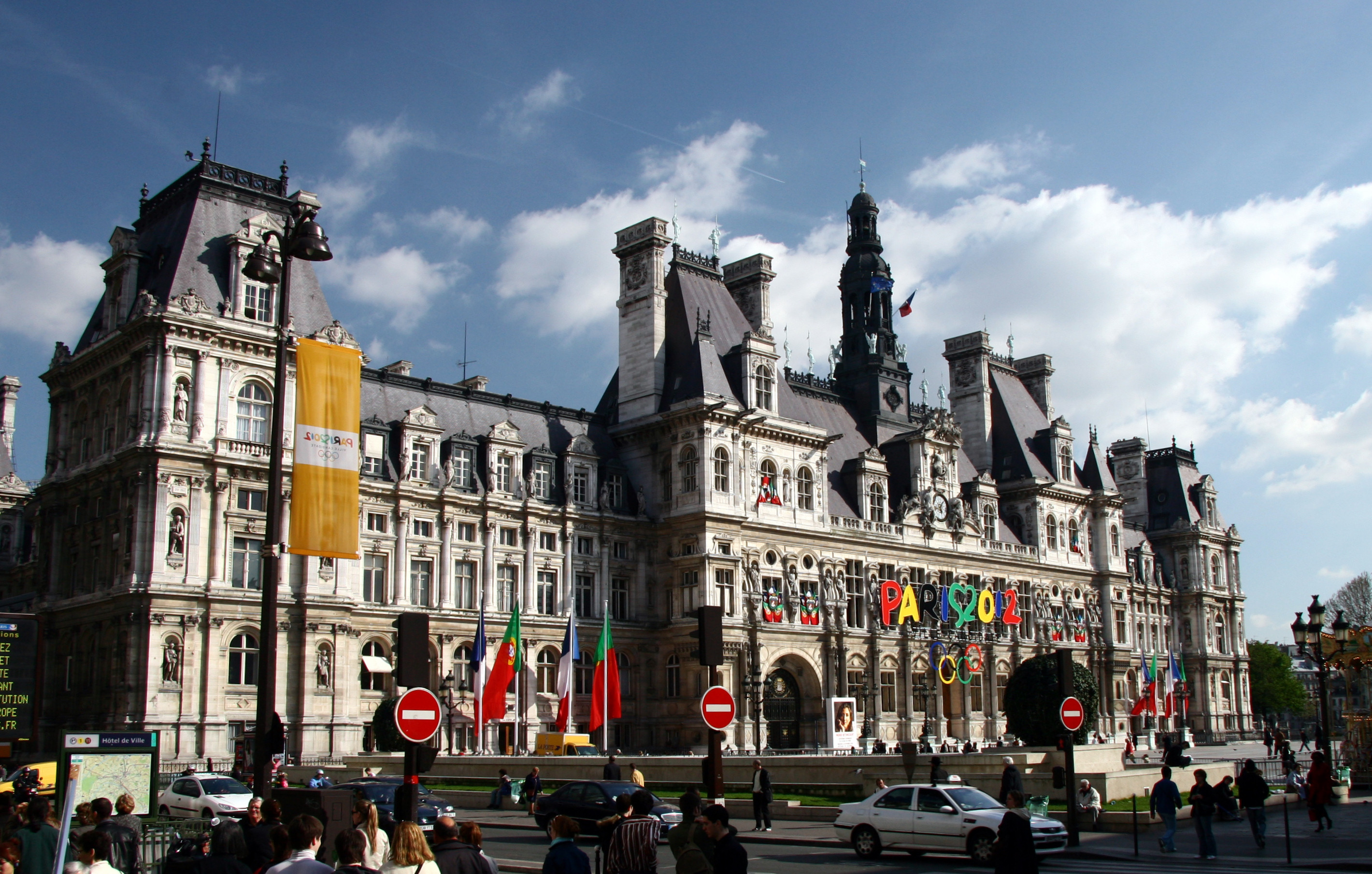
Paris Hôtel de Ville completado hacia 1880 en un inequívoco estilo neorrenacentista francés.

Uno de los elementos más ampliamente copiados de la arquitectura renacentista fueron las grandes escaleras de los castillos de Blois y de Chambord. Blois había sido la residencia favorita de los reyes de Francia a lo largo del Renacimiento. El ala de Francisco I, terminada en 1524, de la que la escalera es una parte integral, fue uno de los primeros ejemplos de Renacimiento francés. La arquitectura renacentista francesa fue una combinación de estilo gótico temprano, junto con una fuerte influencia italiana representada por arcos, arcadas , balaustradas y, en general, una línea más fluida de diseño que la que había sido evidente en el temprano gótico. La escalera triunfal del castillo de Blois fue imitada casi desde el momento de su finalización, y fue sin duda el predecesor de la «escalera doble» (a veces atribuida a Leonardo da Vinci) del castillo de Chambord sólo unos pocos años más tarde.
Una gran escalera ya fuese basada en la de Blois, o en la de Villa Farnese, pasó a ser una de las características centrales del diseño neorrenacentista. Se convirtió en un recurso común no solo para resolver la propia escalera interior, sino también de la externa. Pero mientras que en Blois las escaleras habían quedado abiertas a los elementos, en el siglo XIX el uso nuevo e innovador del vidrio fue capaz de darles protección contra el tiempo, dando a las escaleras la apariencia de estar abiertas como en el verdadero estilo del Renacimiento, cuando de hecho eran verdaderamente interiores. Además, un uso más innovador del vidrio también permitió que los patios y arcadas renacentistas abiertos fuesen reproducidos como salones nobles con techos acristalados. Fue un elemento principal en Torres Mentmore y, en una escala mucho más grande, en la Universidad Tecnológica de Varsovia, donde el gran patio acristalado aloja una escalera monumental. Esa escalera universitaria, aunque renacentista en espíritu, es, en ligereza y columnado, más del estilo de la escalera de Ottaviano Nonni (llamado Il Mascherino) diseñada para el papa Gregorio XIII en el Palacio del Quirinal de Roma en 1584, lo que demuestra que los arquitectos, independientemente de la localización, seleccionaban su estilo neorrenacentista sin atender a la geografía.

## Influencias combinadas

### Neorrenacimiento y gótico

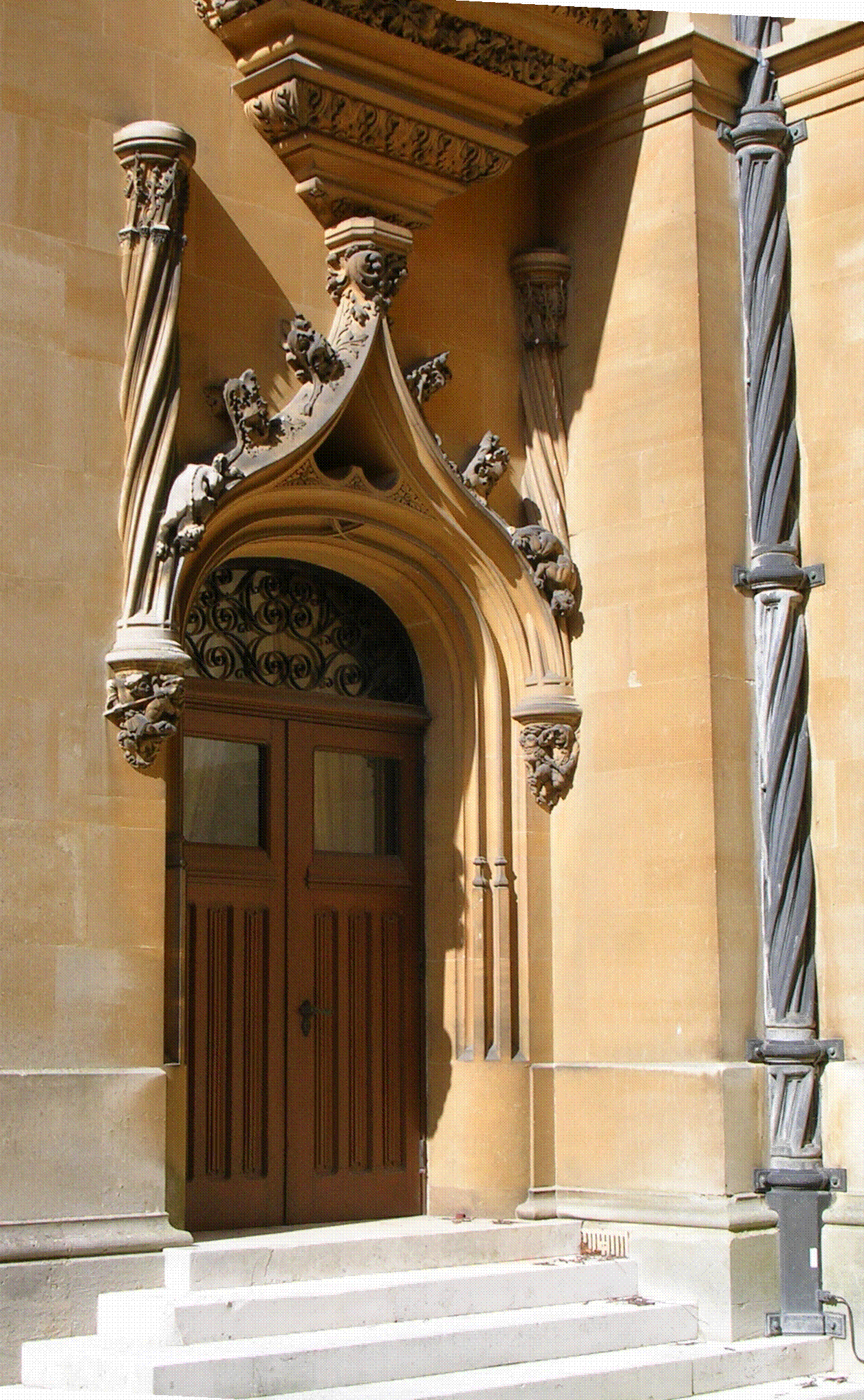
Una portada neorrenacentista ilustra la influencia gótica en el Renacimiento francés, en este caso el gótico floral veneciano: una puerta arqueada segmentada renacentista está por debajo de arco apuntado gótico.

Estrictamente hablando, no hay similitudes entre la arquitectura renacentista y la gótica. Sin embargo, puesto que el Renacimiento francés evolucionó a partir de la adición de una ornamentación renacentista a edificios basados en el gótico —y también algo en la arquitectura que como el patio del Palacio Ducal de Venecia se construía en ese período de transición—, de vez en cuando se pueden observar algunas influencias góticas. Durante el período neorrenacentista los arquitectos competentes solían evitar toda referencia al gótico proyectando más bien en otros estilos de base clásica.Sin embargo, hay excepciones y en ocasiones mezclaron los dos estilos divergentes. Cuando esto sucedió la forma elegida del gótico fue a menudo el gótico veneciano floral.

### Influencias barrocas en el neorrenacimiento

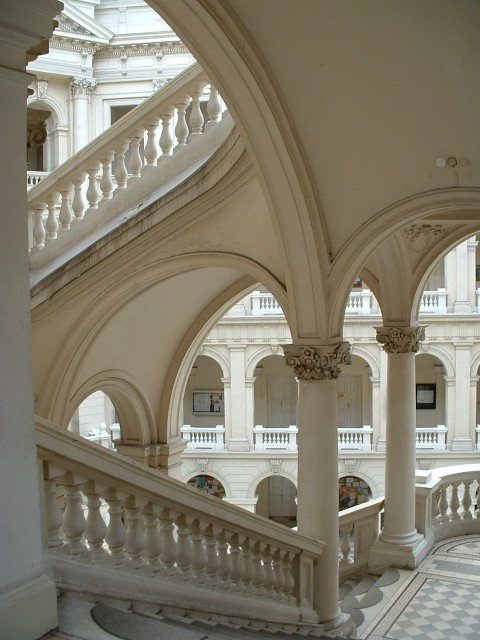
La escalera de la Universidad Tecnológica de Varsovia con fuertes influencias barrocas.

Un elemento barroco introducido en el neorrenacimiento fue la "escalera imperial" (una escalera de un solo tramo recto que tras un amplio descansillo se divide luego en dos tramos separados). La escalera que Paxton diseñó en Torres Mentmore y la de la Universidad Tecnológica de Varsovia (diseñada por Bronisław Rogóyski y Stefan Szyller a finales del siglo XIX), suben ambas desde patios renacentistas pastiches, pero ambas escaleras parecen más afines a la gran escalera barroca de Balthasar Neumann en la residencia de Wurzburgo que a cualquier cosa que se encuentre en un verdadero palacio renacentista. Sin embargo, la escalera de estilo barroco evidente en Mentmore no deja de tener una influencia renacentista, y su primer vuelo es similar a la escalera de los Gigantes del Palacio Ducal de Venecia, que se eleva desde un patio construido cuando el gótico veneciano estaba siendo incómodamente fusionado con estilo renacentista. De manera similar a la de Mentmore, la escalera de los Gigantes termina sobre una logia porticada. Quizás no irónicamente, el salón y las escalera de Mentmore fueron diseñados por Paxton para mostrar una colección de los Rothschild que tenía piezas de mobiliario antiguo anteriormente ubicado en el Palacio Ducal.
París tiene muchos edificios en un estilo combinado de Neorrenacimiento y Barroco, como la Ópera Garnier, que no parecen encajar en ninguna categoría. Sin embargo, el parisino Hôtel de Ville está firmemente en el verdadero estilo renacentista, ya que se desarrolló en Francia, con tejados y torres muy empinados. La reconstrucción, que fue completada alrededor de 1880, reproduce fielmente los detalles arquitectónicos renacentistas del anterior Hôtel de Ville. En otro rincón del mundo muy lejos de París, el Edificio de los Escritores, en Calcuta, fue remodelado de acuerdo a la última moda en 1880. Este edificio es sorprendente en su diseño. Loggias de arcos serlianas forman engañosamente una apariencia casi india, que sin embargo se disponen bajo una cubierta mansarda. En lo que a primera vista parece un edificio oriental, sin embargo, en un examen detallado es un ejemplo clásico de palladianismo combinado con Renacimiento francés, un ejemplo casi único de este estilo neorrenacestista.

## Interiores neorrenacentistas

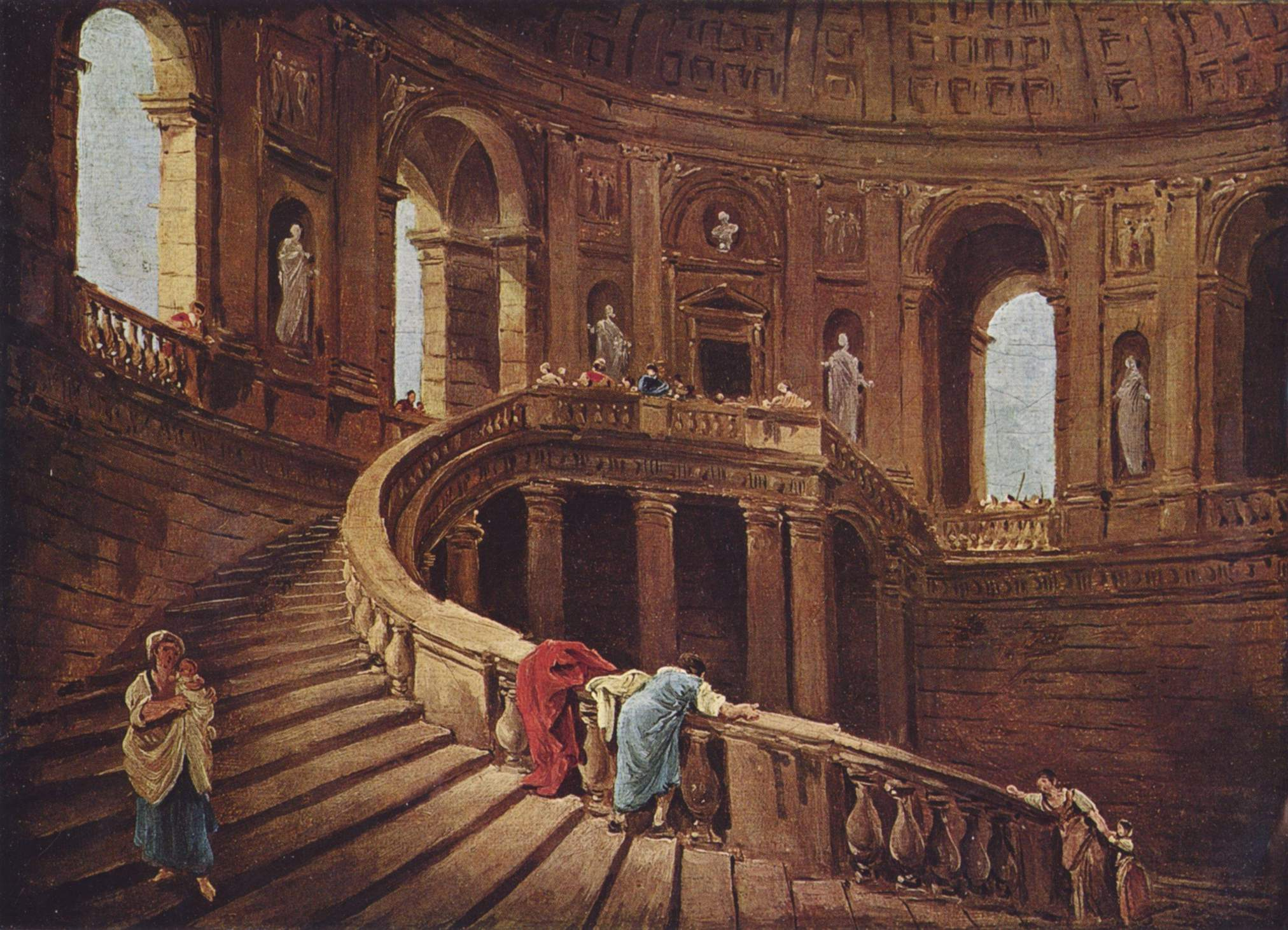
Verdadero Renacimiento en la Villa Farnese: la escalera de caracol, altas ventanas segmentadas y balaustrada de mármol, todos los elementos que se reproducen con frecuencia en el revival del.

Como ya se mencionó, el estilo neorrenacentista era en realidad una mezcla ecléctica de estilos del pasado, que el arquitecto había seleccionado según los caprichos de sus clientes. En la época del verdadero Renacimiento se produjo una división del trabajo entre el arquitecto, que diseñaba el exterior visible, y otros —los artesanos— que decoraban y arreglaban el interior. La casa manierista italiana original fue un lugar para el reposo y el entretenimiento, y la comodidad y el confort de su interior eran prioritarios; en los diseños barrocos posteriores, la comodidad y el diseño interior fueron secundarios ante la apariencia exterior. Esto fue seguido por el período neoclásico, que dio importancia a las proporciones y a la dignidad de los interiores, pero que aun así perdió la comodidad interior del período manierista. Fue durante el período neorrenacentista del siglo XIX cuando esas comodidades manieristas fueron redescubiertas y llevadas un paso más allá. No solo fue motivado por las cada vez más mejoradas técnicas de construcción de la década de 1850 —que permitieron el acristalamiento de las antiguamente abiertas logias y arcos con las recién inventadas hojas de vidrio plano, proporcionando los primeros ventanales (picture windows)—, sino también por la mezcla de estilos arquitectónicos que permitió que los interiores y los exteriores fuesen tratados de manera diferente. Fue en ese momento cuando surgió el concepto de «estilo de decoración», lo que permitió que se hicieran distinciones entre las habitaciones interiores y las apariencias externas, y de hecho entre las distintas salas mismas. Así, el moderno tratamiento de una habitación individual y diferente a su entorno y a las vecinas, comenzó su andadura. Ejemplos clásicos de esto son las grandes casas Rothschild en Buckinghamshire, híbridos de varios palacios renacentistas y de casas de campo inglesas del siglo XVI, todas con interiores que van desde el Versalles al Medici, y en el caso de Torres Mentmore con una gran sala central, parecida al patio porticado de una villa renacentista, convenientemente acristalada, decorada en estilo veneciano y calentada por una chimenea diseñada por Rubens para su casa en Amberes.

## Legado

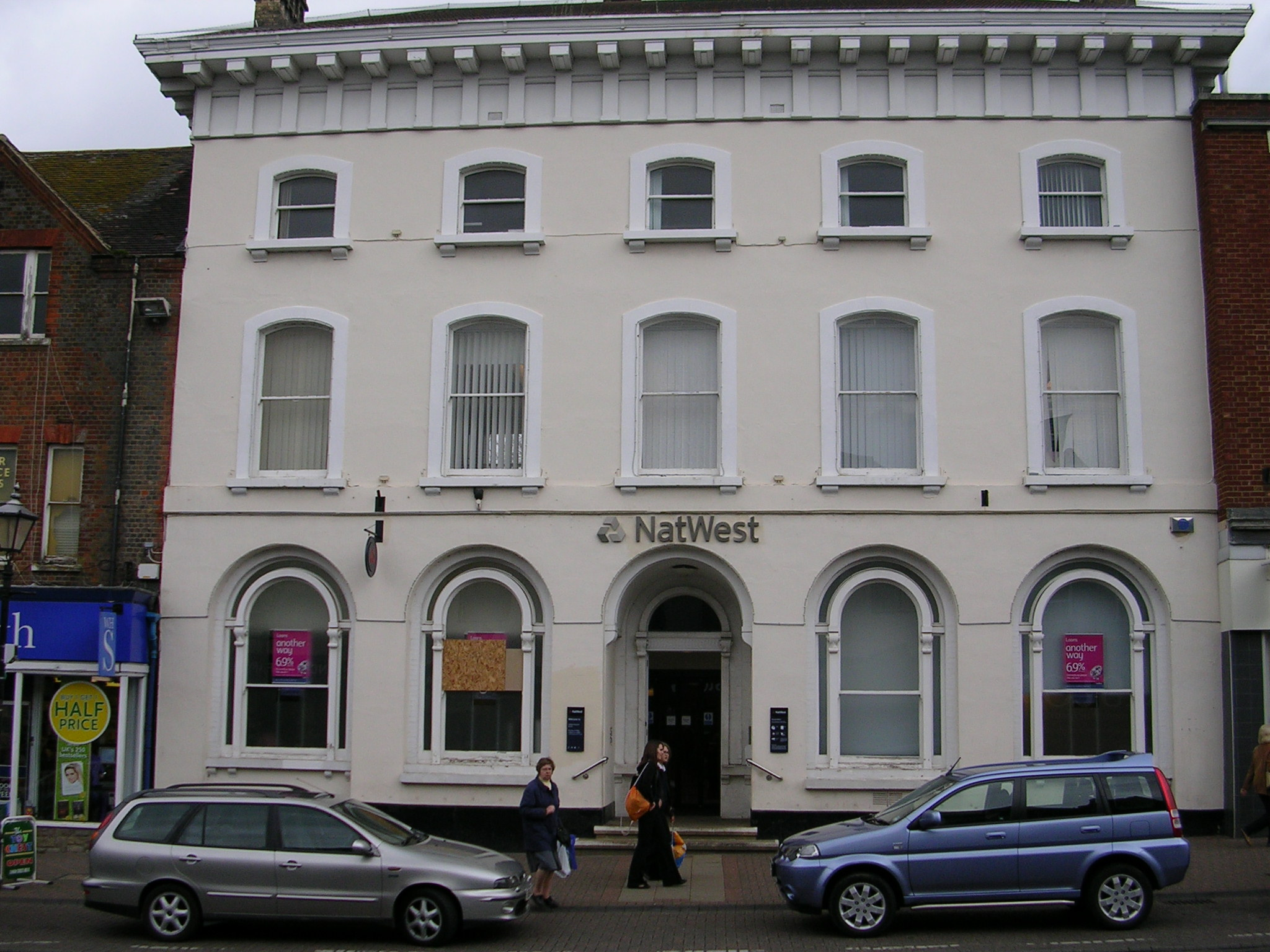
Estilo neorrenacentista inglés provincial: la sede del banco NatWest en Leighton Buzzard, Bedfordshire, es un ejemplo de la manera en que la arquitectura neorrenacentista ganó popularidad y se desarrolló entre los arquitectos menores en un entorno más modesto.

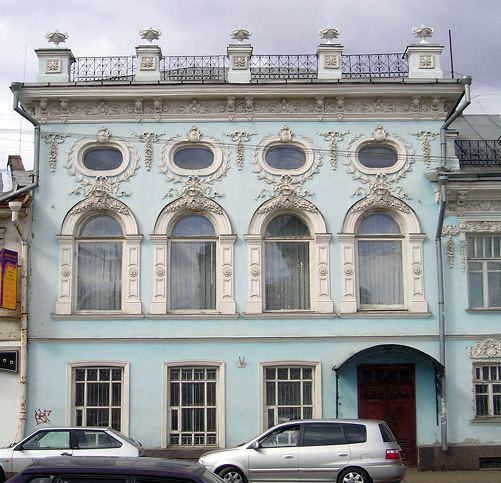
Estilo neorrenacentista ruso: un pequeño edificio que muestra influencias barroco y rococó en Yaroslavl

A principios del siglo XX el neorrenacimiento era un lugar común en las principales calles de miles de ciudades, grandes y pequeñas, en todo el mundo. En el sur de Europa el estilo neorrenacentista comenzó a caer en desgracia alrededor de 1900. Sin embargo, todavía era ampliamente practicado en la década de 1910 en San Petersburgo y en Buenos Aires por arquitectos como Leon Benois, Marian Peretyatkovich o Francisco Tamburini.
En Inglaterra era tan común que hoy se encuentran palazzi Renacimiento italiano como sedes de bancos o edificios municipales en los centros de hasta los pueblos más pequeños. Se ha dicho: «Es un hecho bien conocido que el siglo XIX no tuvo un estilo de arte propio». Aunque esto puede tener algo de cierto, lo mismo podría decirse de la mayoría de las épocas hasta principios del siglo XX, ya que el neorrenacimiento en manos de arquitectos provinciales se desarrolló en un estilo no siempre reconocible al instante como un derivado del Renacimiento. En este aspecto menos obvio, el neorrenacimiento proporcionó un trasfondo importante en la arquitectura totalitaria de varios países, sobre todo en la arquitectura estalinista de la Unión Soviética, como se ve en algunos pabellones del Centro Panruso de Exposiciones.
La arquitectura neorrenacentista, debido a su diversidad, es tal vez el único estilo arquitectónico que ha existido en común en tantas formas y en tantos países.

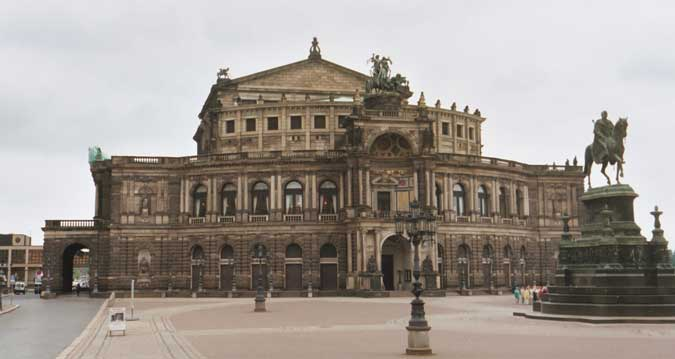
Ópera de Dresde (1870) de Gottfried Semper, que incorpora tanto elementos arquitectónicos del Barroco y el Renacimiento.

## Ejemplos destacados
En Alemania
- Friedrichsbad, Baden-Baden
- Reichstagsgebäude, Berlín
- Schloss Britz, Berlín
- Villa Oppenheim, Berlín
- Gemäldegalerie Alte Meister, Dresde
- Villa San Remo, Dresde
- Primera Semperoper, Dresde
- Palais du Rhin (ehem. Kaiserpalast), Estrasburgo
- Hauptgebäude der Universität Straßburg, Estrasburgo
- Alte Oper, Fráncfort del Meno
- Estación Central de Fráncfort del Meno
- Anbau des örtlichen Rathauses, Görlitz
- Backsteinbau der Hamburger Kunsthalle, Hamburgo
- Rathaus Harburg („Weserrenaissance“), Hamburgo
- Ayuntamiento de Hamburgo (1886-1897), de Martin Haller
- Villa Haas, Sinn (Hessen)
- Rathaus West, Karlsruhe
- Vierordtbad, Karlsruhe, primera fase de Josef Durm
- Reichsgerichtsgebäude, Leipzig
- Römisches Haus, Leipzig
- Universitätsbibliothek, Leipzig
- Museum Bagatti Valsecchi, Mailand
- Schloss Melkof, Melkof en Mecklenburg-Vorpommern
- Kunstakademie Düsseldorf, Düsseldorf
- Kunstakademie, Múnich
- Ayuntamiento de Recklinghausen
- Altes Amtsgericht, Recklinghausen
- Willy-Brandt-Haus, Recklinghausen
- Schweriner Schloss (Umbau), Schwerin
- Villa Berg, Stuttgart
- Schloss Vettelhoven, Grafschaft Vettelhoven (bei Bonn)
- Neues Museum, Weimar
- Neues Rathaus, Wiesbaden
- Stadthalle Wuppertal, Wuppertal
- Bahnhof Bad Homburg, Bad Homburg

Ejemplos neorrenacentistas en Alemania
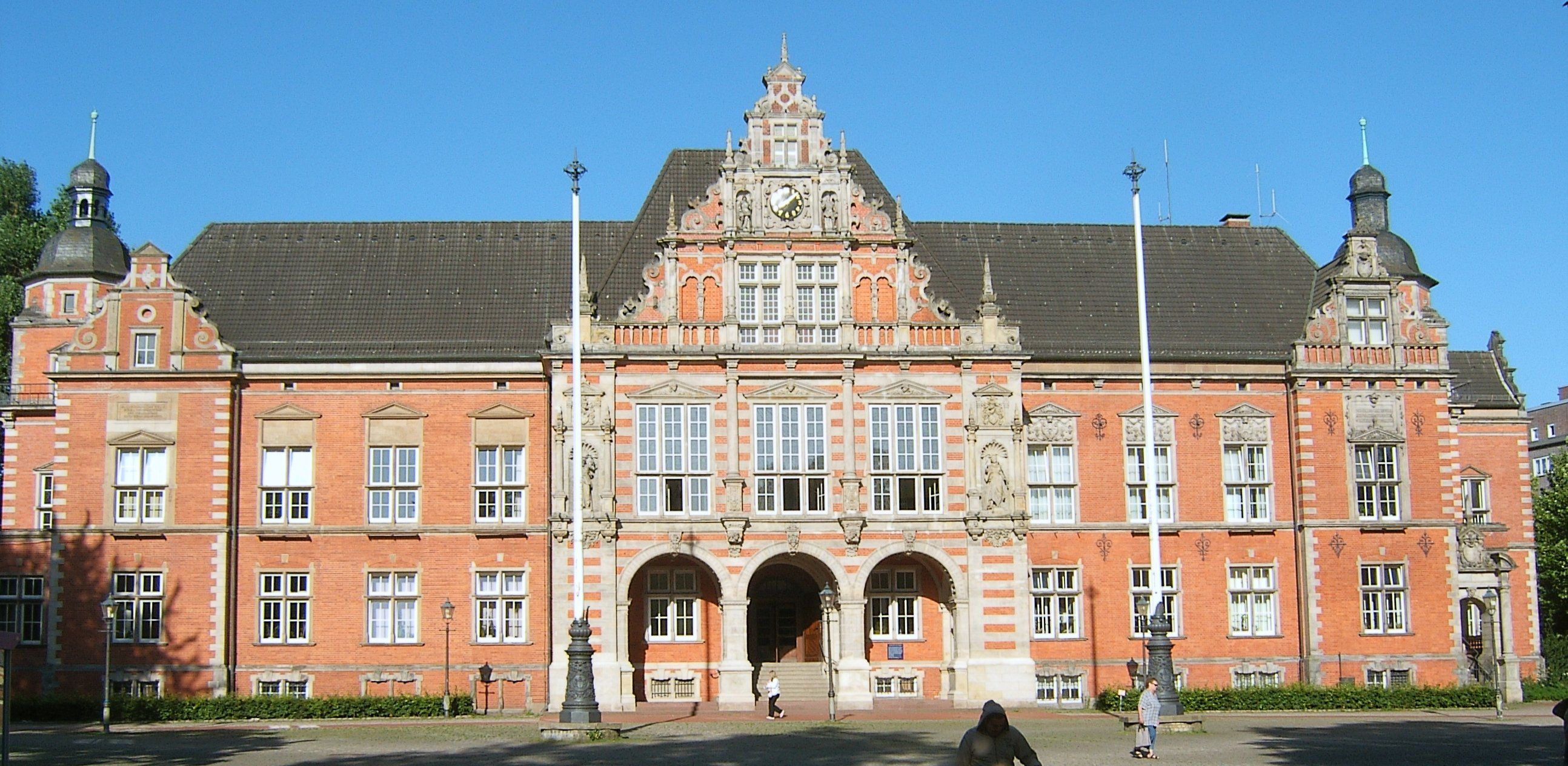
Ayuntamiento de Harburg (c. 1889), Hamburgo
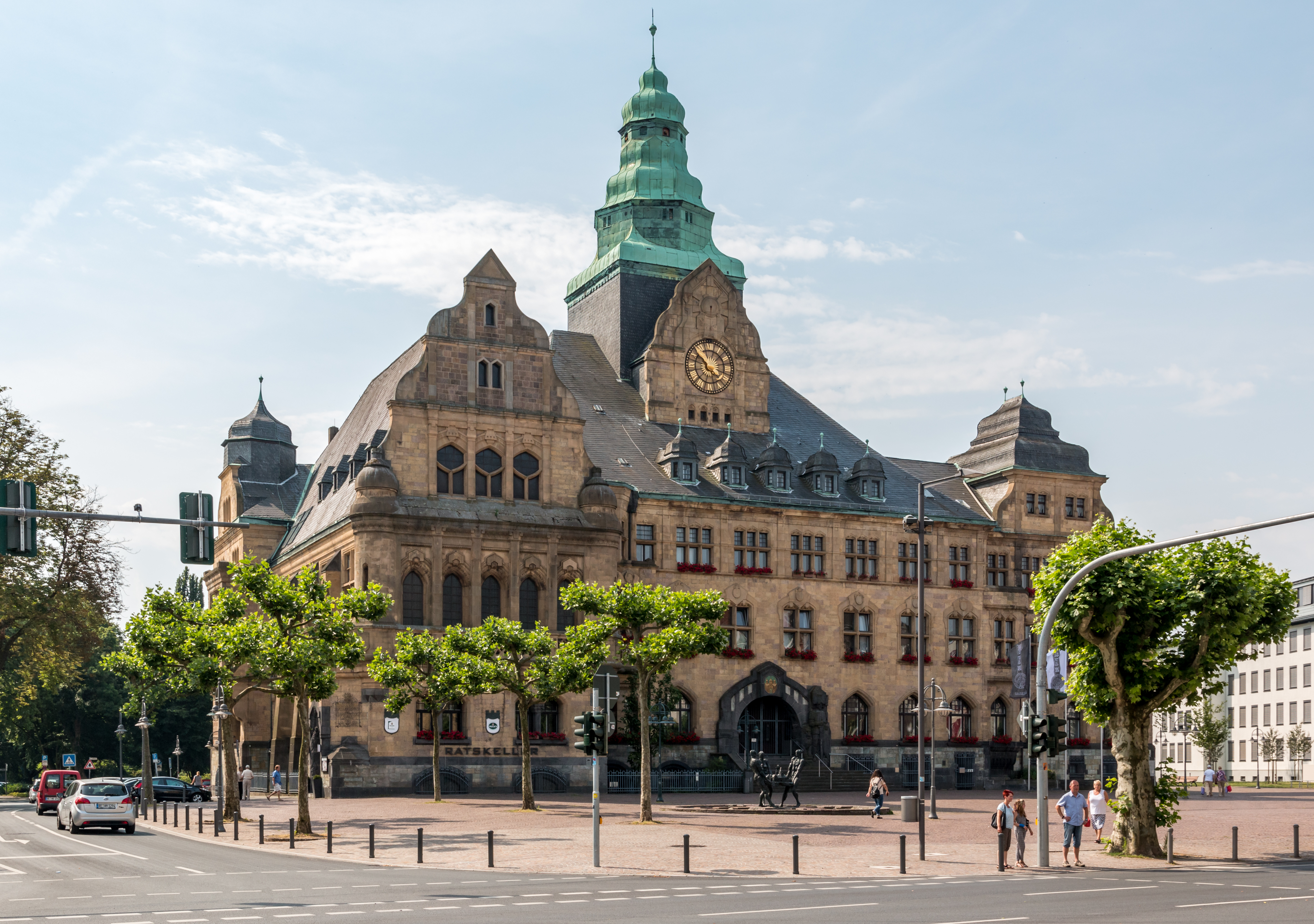
Ayuntamiento de Recklinghausen
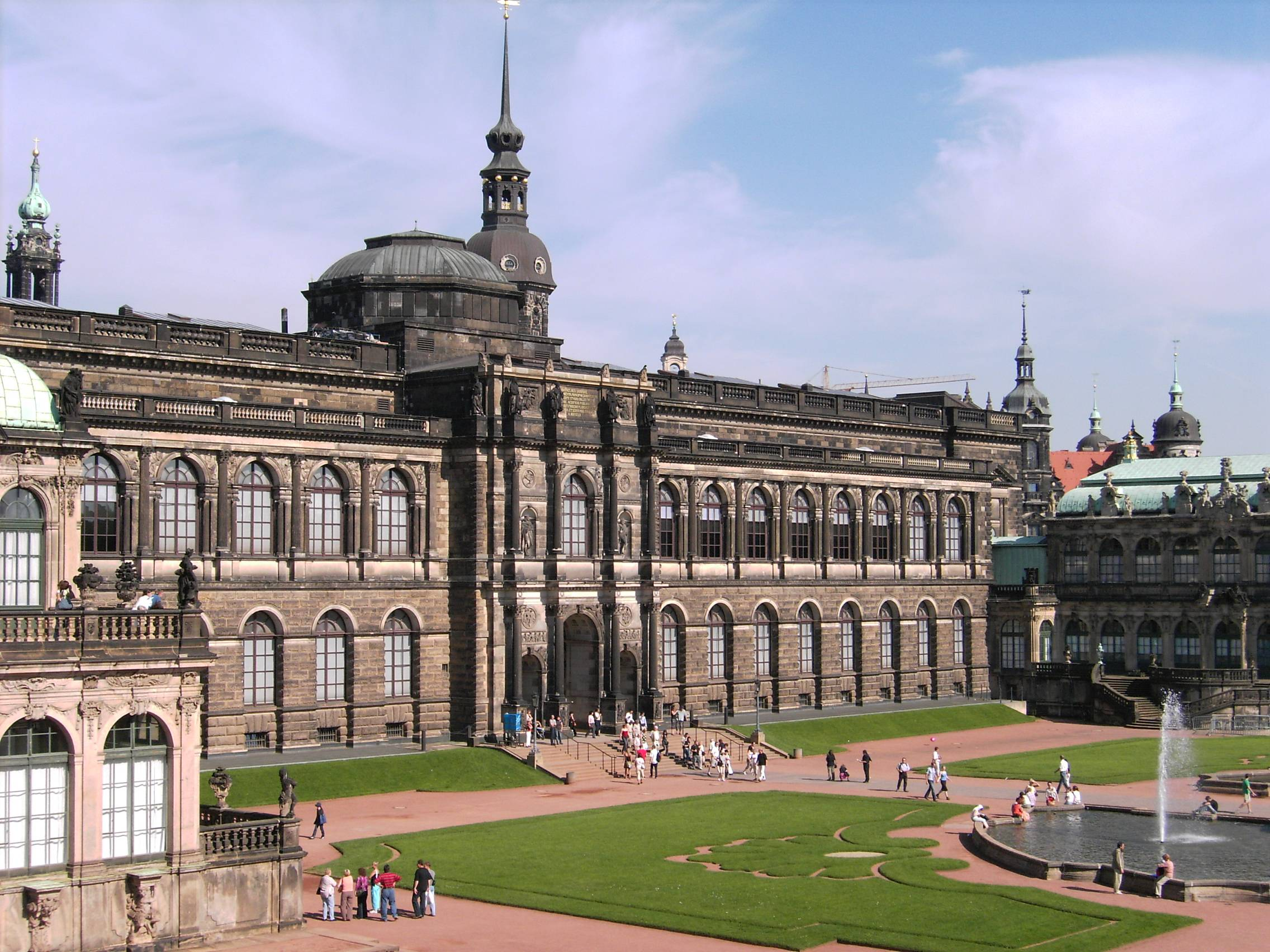
El ala Semper del Gemäldegalerie Alte Meister, Dresde
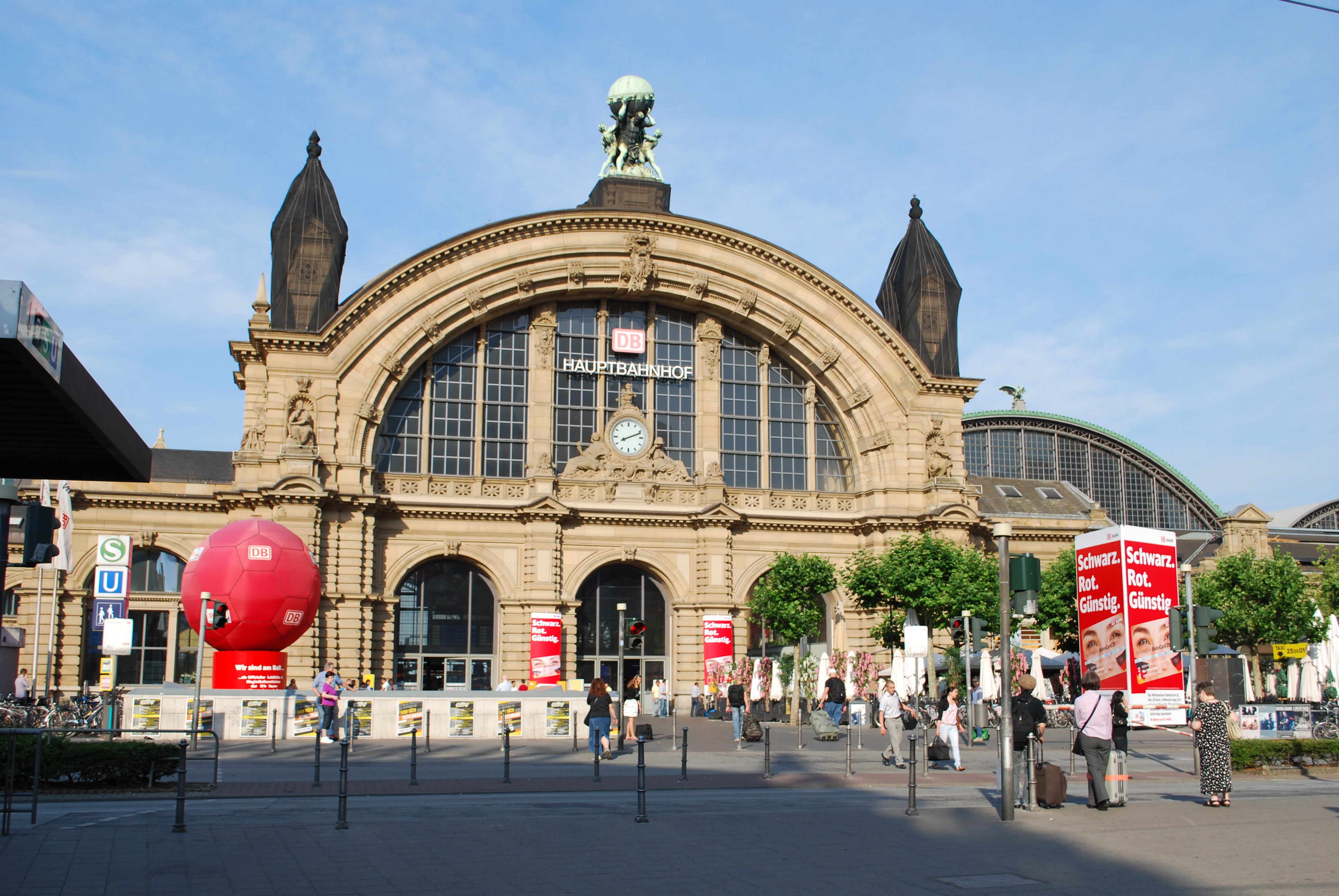
Estación Central de Fráncfort del Meno

resto de Europa
- en Atenas:
  - Catedral de San Dionisio Areopagita (1853-1869), obra de Leo von Klenze, Atenas
  - Iliou Melathron (1878-1879), de Ernst Ziller, Atenas
  - Teatro nacional de Grecia (1895-1901), de Ernst Ziller, Atenas
- Bundeshaus, Berna
- Königliches Konservatorium Brüssel, Bruselas
- Basílica de San Esteban (1851-1905), Budapest
- Ópera Nacional de Hungría y otros edificios en la avenida Andrássy en Budapest
- Deutsches Generalkonsulat, Estambul
- Castillo de Charlottenlund, cerca de Copenhague
- Museo Nacional de Estocolmo (1848-1866), obra de Friedrich August Stüler
- Castillo de Highclere, Inglat.
- Castillo de Krickenbeck, Nettetal
- Museo Nacional de Praga (1885-1891), obra de Josef Schulz
- Lutherkirche, Radebeul
- en Viena:
  - Kunsthistorisches Museum Wien, Viena
  - Palacio Hansen, Viena
  - Universität Wien, Viena
  - Wiener Staatsoper, Viena
  - Hauptbahnhof, Zúrich

Ejemplos neorrenacentistas en el resto del mundo
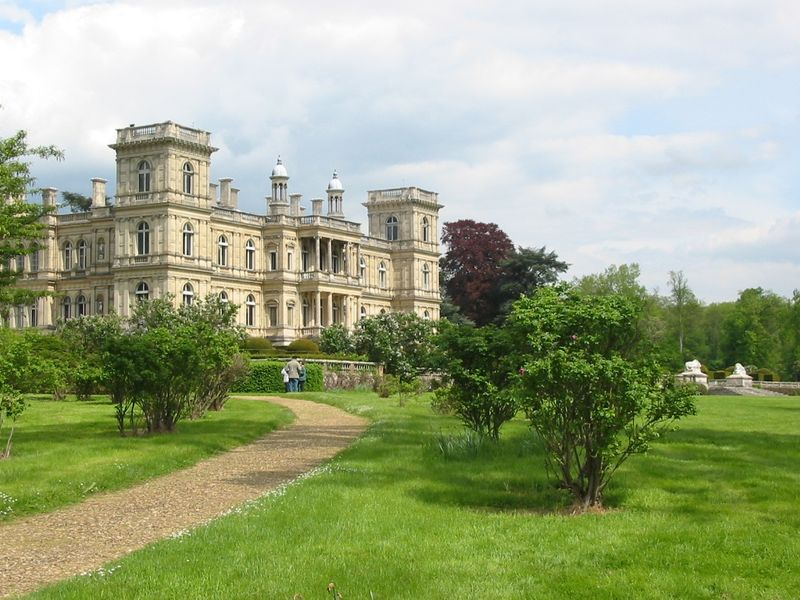
Castillo de Ferrières (1855-59), en estilo neorrenacentista inglés con aire italianizante al gusto francés de la época
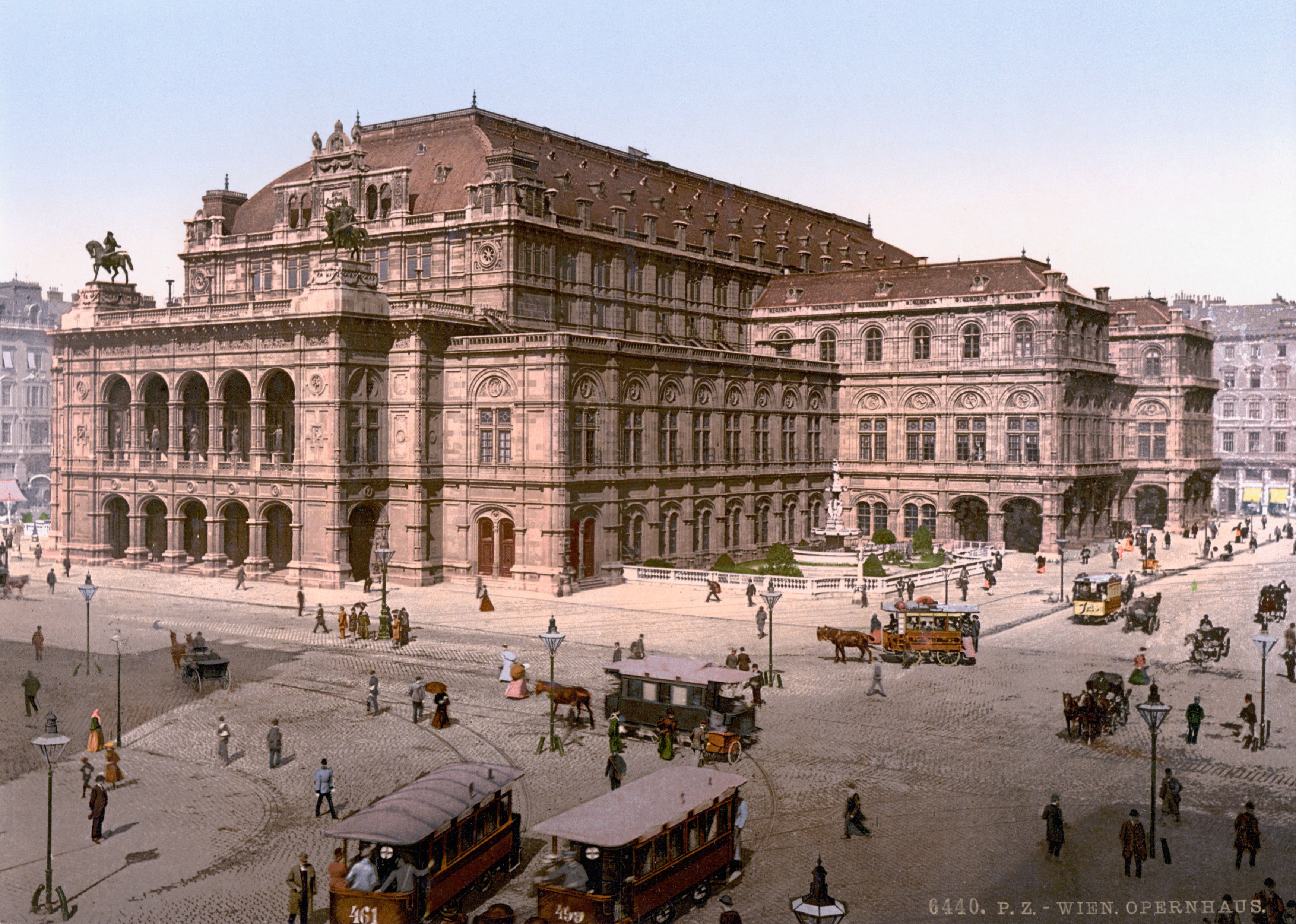
Ópera Estatal de Viena (1861-1869), Austria
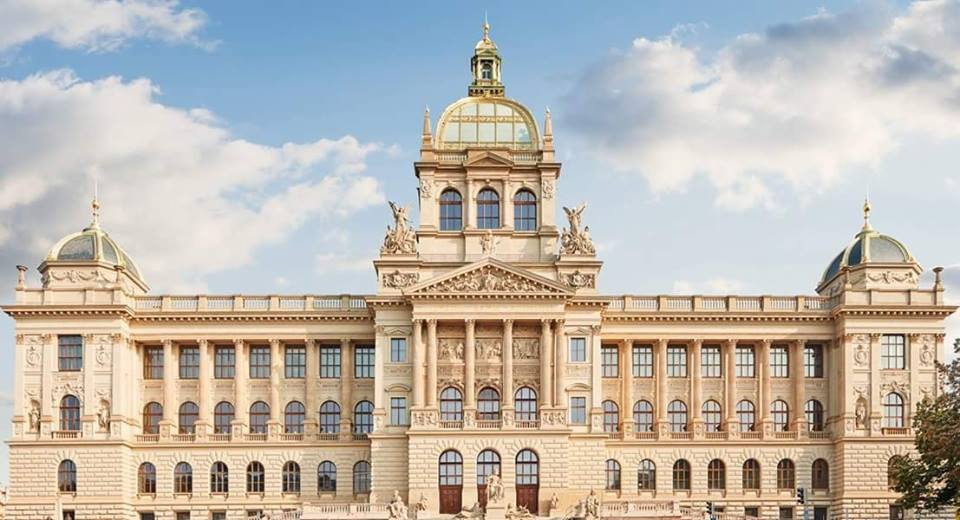
Museo Nacional de Praga (1885-1891), obra de Josef Schulz
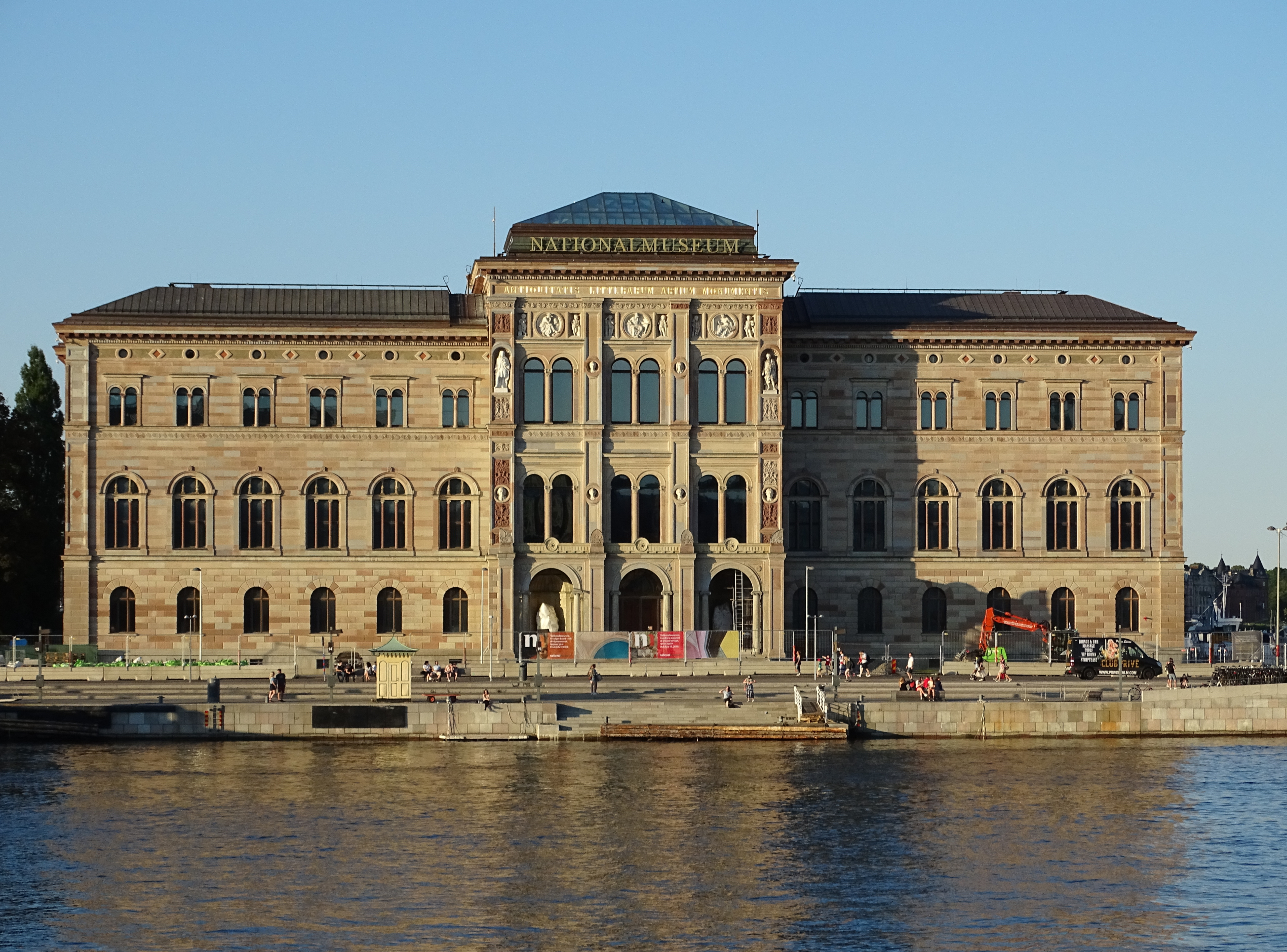
Museo Nacional de Estocolmo (1848-1866), obra de Friedrich August Stüler
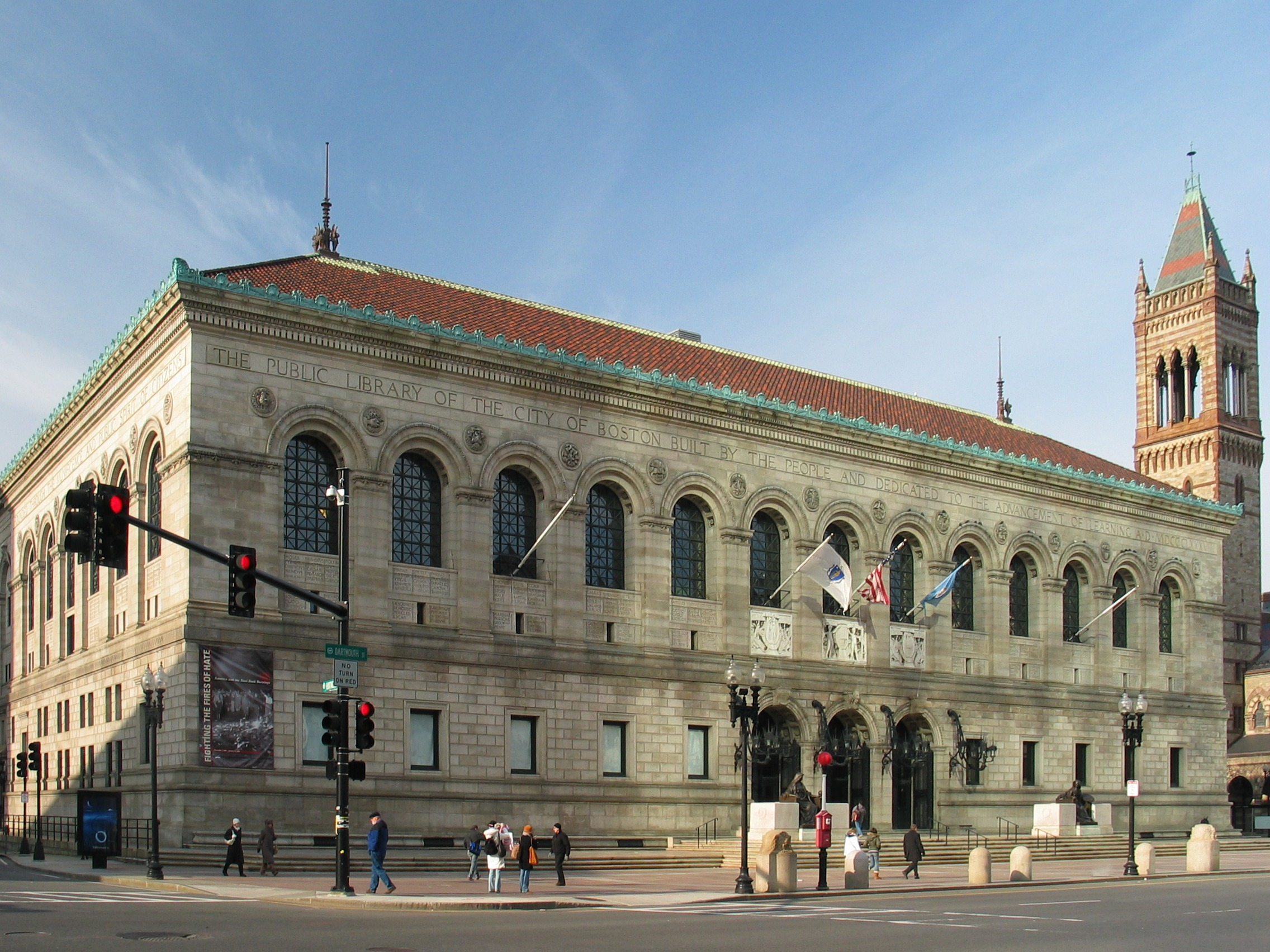
Biblioteca Pública de Boston (1887-1895)
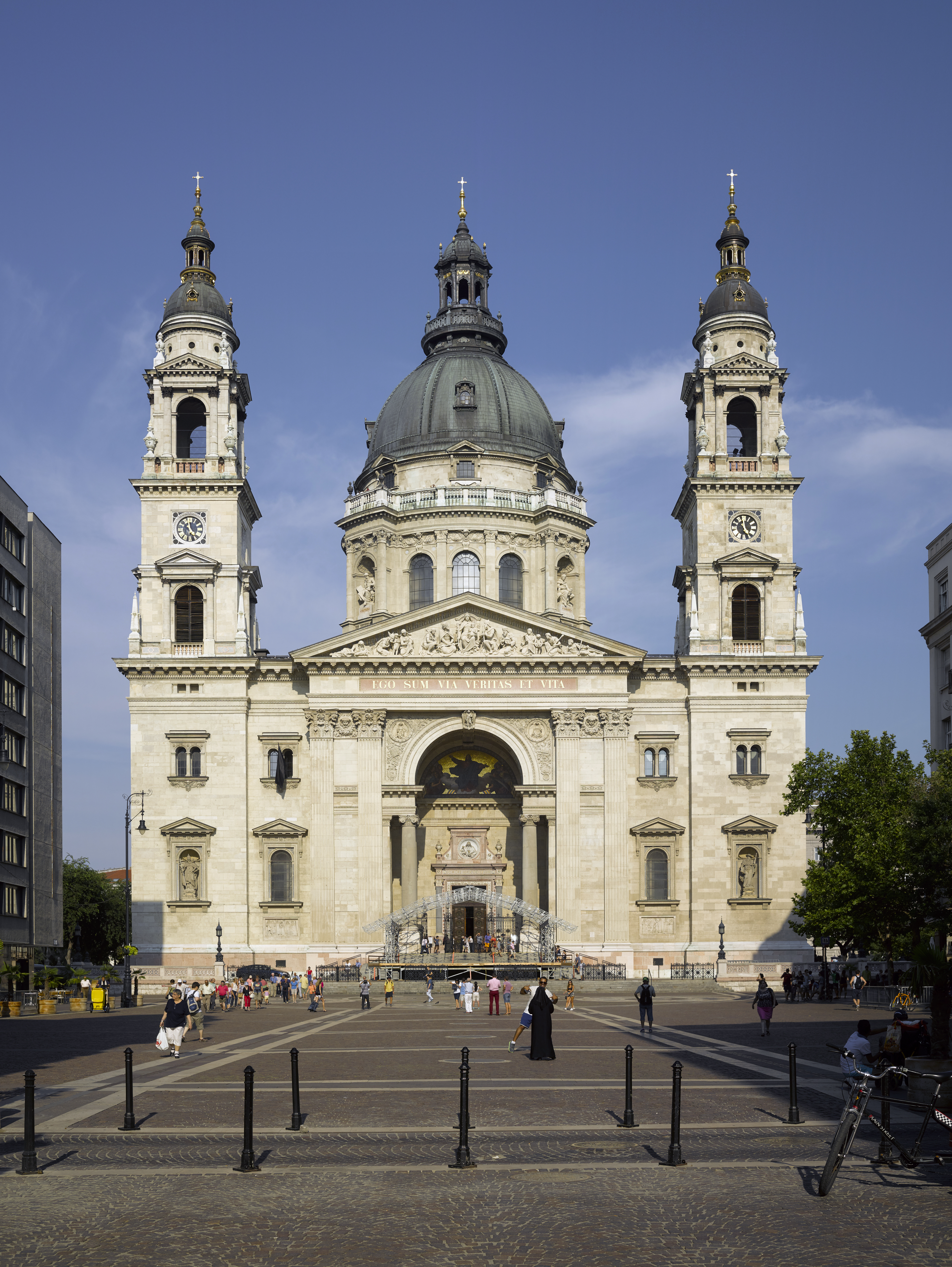
Basílica de San Esteban de Miklós Ybl (1851-1905), Budapest
Teatro Municipal de São Paulo (1903-1911), Brasil